# Addestramento astronautico

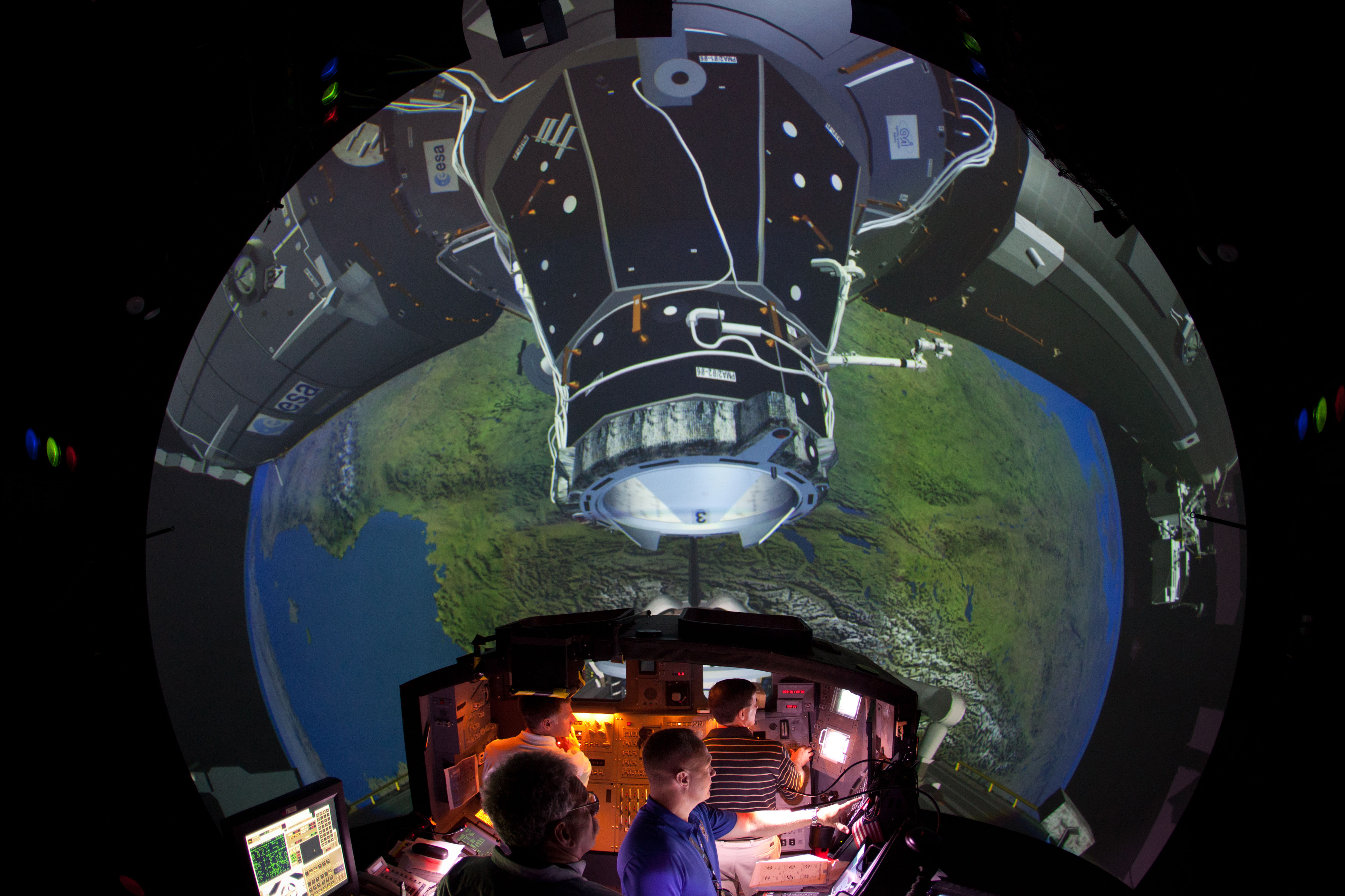
L'equipaggio dell'STS-135 si allena dentro un simulatore Shuttle al JSC nel 2011

Per addestramento astronautico si intende il processo di preparazione degli astronauti per una missione spaziale svolto nelle Agenzie spaziali dei vari Paesi. Esso è composto in generale dagli addestramenti pre-volo (addestramento base, addestramento avanzato e addestramento specifico per la missione), addestramenti durante il volo (manovra il braccio robotico, pilotaggio di veicoli spaziali, addestramento medico) e la fase riabilitativa post volo.
Al 2019 gli unici avamposti umani nello spazio sono: la Stazione spaziale internazionale (ISS), occupata ininterrottamente dal 2000, e le stazioni spaziali cinesi Tiangong occupate per brevi periodi di tempo. La ISS è divisa in Segmento americano e Segmento russo, ed è nei Centri Spaziali di questi Paesi che viene svolto la maggior parte dell'addestramento astronautico. Per migliorare la qualità e l'efficienza dell'addestramento, la NASA, l'Agenzia Spaziale Europea (ESA), l'Agenzia spaziale giapponese (JAXA) e l'Agenzia spaziale canadese (CSA) hanno deciso di addestrare i propri astronauti insieme al Johnson Space Center (JSC), dato che anche gli astronauti non-NASA lavorano esclusivamente nel segmento americano della ISS. Inoltre, dal 2011 tutti gli astronauti della ISS si addestrano al Centro di addestramento cosmonauti Jurij Gagarin (GCTC) sul veicolo spaziale Sojuz e imparano la lingua russa, essendo esso l'unico veicolo al 2019 disponibile per portare in orbita gli astronauti. Le altre Agenzie partner (ESA, JAXA, CSA) svolgono nei loro Centri spaziali un addestramento specifico sui propri moduli a tutti gli astronauti ISS durante l'addestramento specifico di missione. Per questo motivo, di seguito è descritto l'addestramento delle varie Agenzie spaziali, nonostante siano la NASA e Roscosmos le uniche ad addestrare gli astronauti approfonditamente in tutti gli aspetti del volo spaziale sulla ISS.

## Addestramenti della NASA

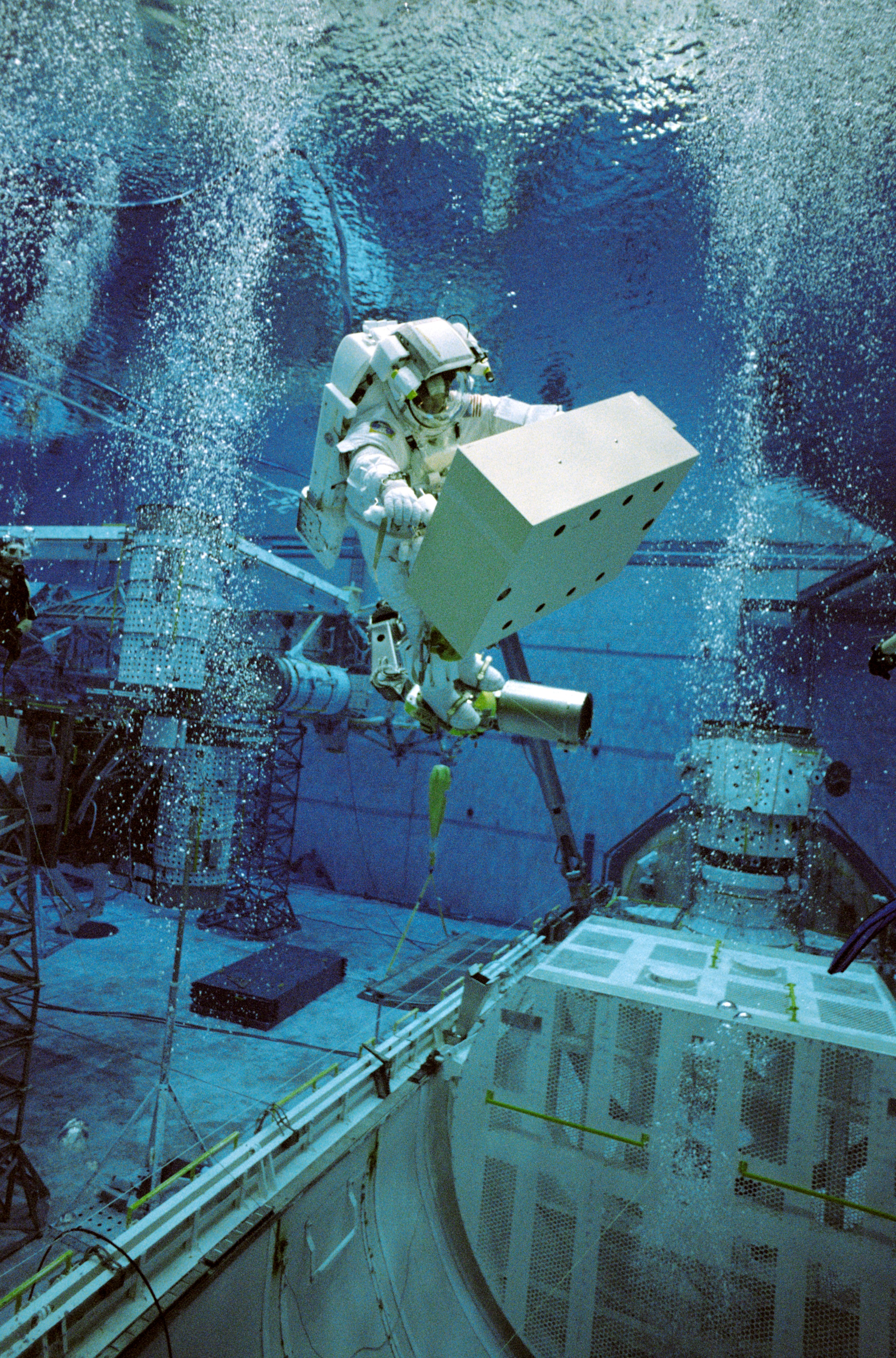
Astronauta si addestra nel Neutral Buoyancy Facility al JSC di Houston

Alla NASA, dopo la fase di selezione, i candidati astronauti (cosiddetti ASCAN, Astronaut Candidate) devono seguire l'addestramento di base di due anni per diventare astronauti ufficialmente qualificati. Ciò viene fatto perché ogni candidato astronauta, prima di venir selezionato, era un esperto in un determinato campo scientifico, mentre per il lavoro di astronauta è indispensabile avere una conoscenza di base in numerosi e variegati campi. 
Dal gruppo 20 degli astronauti selezionati nel 2009, poco prima del pensionamento dello Shuttle, l'addestramento si basa sui sistemi della ISS, operatività e sicurezza di volo, conoscenza di base di astronomia, meccanica orbitale, scienze della terra, medicina e biologia, esercitazioni di sopravvivenza in giungla e nell'acqua, addestramenti delle attività extraveicolari (EVA) e della tuta EMU, conoscenze robotiche, studio base della navicella Sojuz e dei suoi sistemi in lingua russa e, per gli ASCAN senza esperienze di pilotaggio degli aerei, corso di addestramento sul T-38. I gruppi precedenti invece di studiare la Sojuz, studiavano approfonditamente lo Space Shuttle. 
Completati i due anni di addestramento, i candidati astronauti vengono qualificati ufficialmente come astronauti. In attesa di una missione spaziale, vengono assegnati ai vari dipartimenti dell'Ufficio astronauti dove acquisiscono ulteriori conoscenze in quel campo dagli ingegneri e tecnici della NASA, come il dipartimento dell'Esplorazione, Robotico, Attività extraveicolari, Operazioni degli equipaggi, e così via. Oltre a ciò, svolgono il ruolo di CAPCOM nelle simulazioni dei controllori di volo in addestramento, in attesa di ottenere la qualifica di CAPCOM e ricoprire quel ruolo anche nella Sala di controllo missione della ISS durante le attività più dinamiche come l'attracco di veicoli e le EVA. 
Dal 2009 tutti gli astronauti si qualificano come Ingegneri di volo, ma durante l'era Shuttle gli astronauti venivano selezionati secondo tre gruppi principali: piloti, specialisti di missione e educatori. I piloti, che precedentemente erano piloti militari, avevano il compito di pilotare e comandare lo Space Shuttle; gli specialisti di missione si occupavano delle attività extraveicolari, robotiche e conducevano esperimenti scientifici; gli educatori condividevano la conoscenza delle materie scientifiche e delle missioni spaziali con i cittadini più piccoli, nonostante ciò negli ultimi anni questo ruolo sia diventato secondario, avvicinandosi molto più al ruolo di specialista di missione.
Dopo l'assegnazione al volo gli astronauti Shuttle venivano sottoposti all'addestramento avanzato di un anno, durante il quale miglioravano le conoscenze dei sistemi delle navicelle e della ISS, dei moduli della Stazione, delle attività EVA che svolgevano durante la missione. Gli equipaggi Shuttle svolgevano degli addestramenti congiunti con i controllori di volo, per essere coordinati nelle attività che eseguivano nelle due settimane di missione. Naturalmente questo non può essere fatto con i voli di lunga durata della ISS e normalmente gli astronauti e il Centro di controllo di addestrano separatamente. Un'eccezione viene fatta per gli addestramenti delle situazioni d'emergenza (cioè, in presenza di fuoco, depressurizzazione e ammoniaca), durante i quali sono presenti i Direttori di volo assegnati all'Expedition. In questa fase vengono anche addestrati i responsabili medici dell'equipaggio, cioè quei membri dell'equipaggio con una conoscenza più avanzata nella medicina d'emergenza.

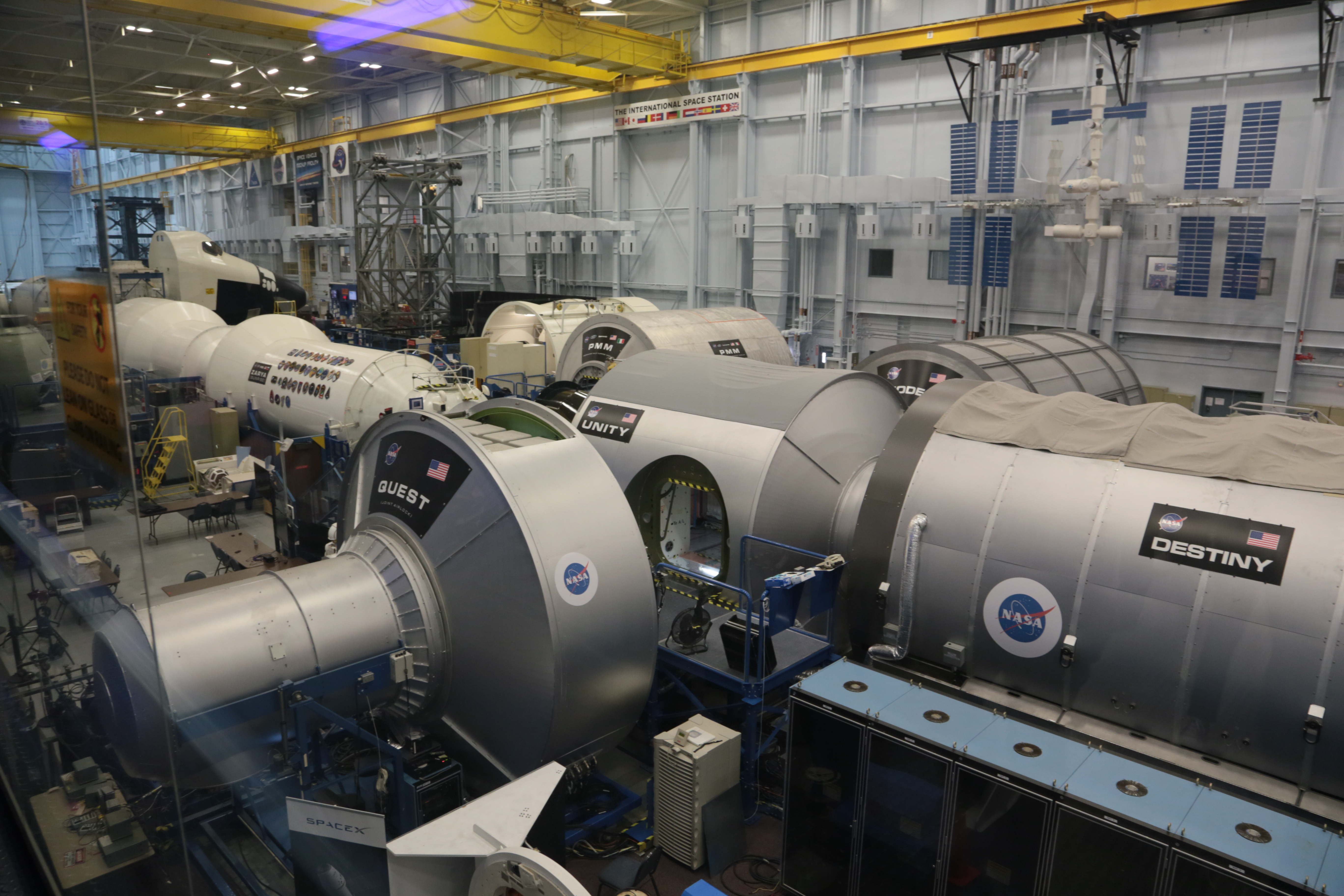
I mockup della ISS e dello Shuttle al Space Vehicle Mock-up Facility del JSC

### Conoscenza della ISS
Oltre a studiare la struttura dei veicoli (ISS, Orion e, in passato Shuttle) e dei loro sistemi sui libri e in classe, gli astronauti passano molto tempo a svolgere simulazioni di attività quotidiana e d'emergenza nei mockup di dimensioni reali nel Space Vehicle Mock-up Facility del JSC. Nel mockup della ISS sono presenti i moduli pressurizzati di tutto il segmento americano della ISS e i due moduli principali russi, Zarja e Zvezda. Quando lo Shuttle era ancora in attività erano presenti simulatori del flight deck e del mid-deck dell'orbiter, dove gli astronauti prendevano confidenza degli ambienti e dei luoghi in cui si trovavano i sistemi a bordo, compresa la simulazione delle vibrazioni, del rumore e della vista che sperimentavano durante il lancio e l'atterraggio. Inoltre gli astronauti si preparavano al lancio, atterraggio, ai carichi utili, alle operazioni della ISS e alle attività di rendezvous al Jake Garn Training Facility. Prima della loro missione, gli astronauti in genere si allenano per un totale complessivo di 300 ore all'interno di questi simulatori.

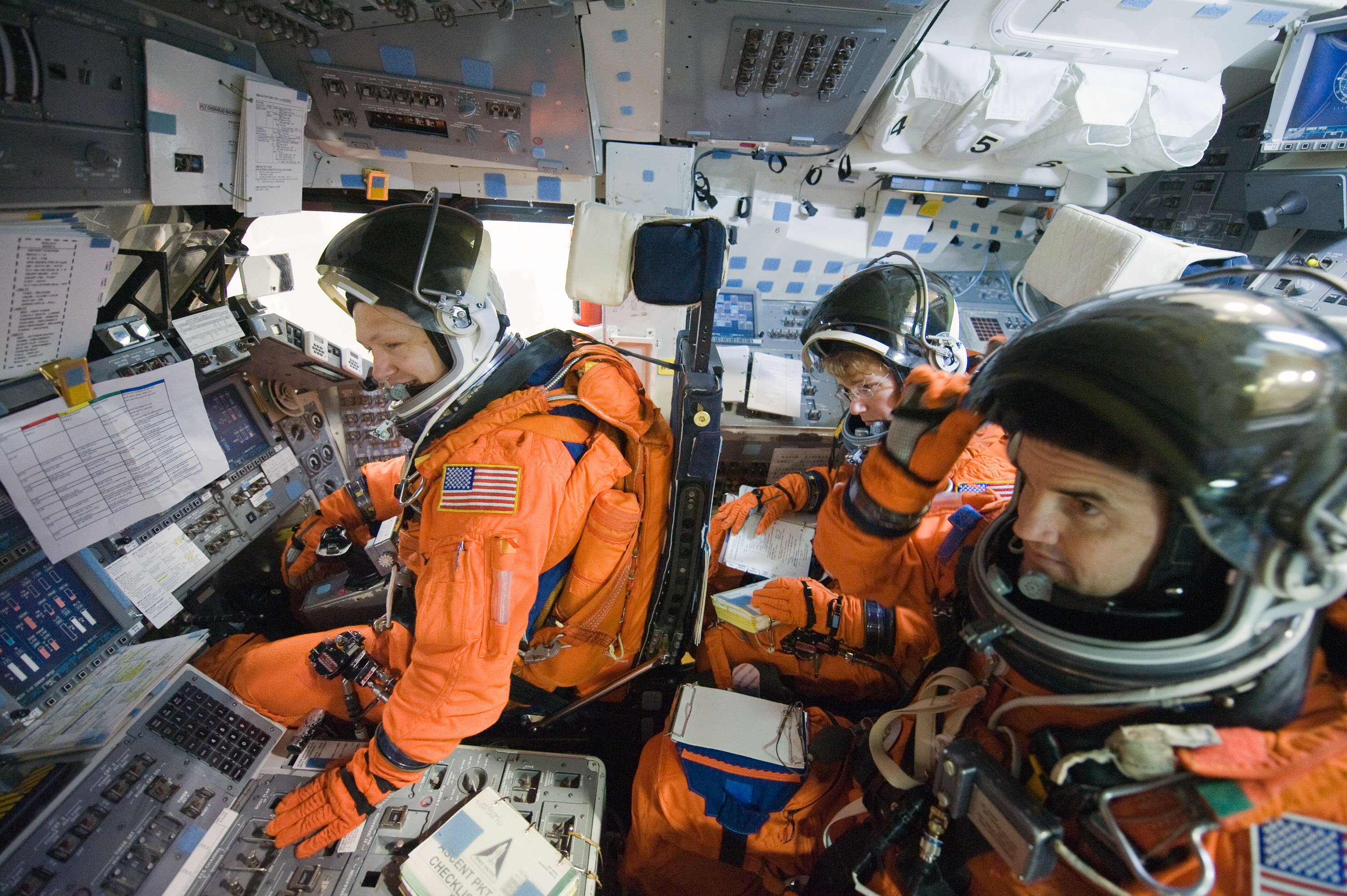
L'equipaggio dell'STS-135 all'interno del simulatore Shuttle al JSC

### Addestramento di volo
L'addestramento di volo a bordo dell'aereo biposto T-38 è sempre stato presente nel programma di addestramento della NASA. I primi astronauti del Mercury Seven erano piloti militari, ed era quindi normale continuare l'addestramento aereo alla NASA. È un addestramento molto importante perché costringe gli astronauti a pensare velocemente al cambiare delle situazioni e rimanere concentrati per un periodo di tempo esteso, condizione fondamentale per partecipare ad un volo spaziale. Durante il volo inoltre sono soggetti alle forze aerodinamiche, abituandoli a pilotare la navicella anche mentre sono sottoposti fino a 7G. Gli astronauti piloti dello Shuttle mantenevano la competenza di volo volando 15 ore al mese sul T-38 mentre gli altri astronauti volano almeno 4 ore al mese. 
Gli astronauti piloti dello Shuttle si addestravano anche a bordo di un altro aereo, il Shuttle Training Aircraft, un jet Gulfstream appositamente modificato per imitare l'avvicinamento e l'atterraggio dello Space Shuttle. Questo jet offriva un'esperienza di addestramento unica che aiutava gli astronauti nell'approccio della pista del veicolo spaziale, che era quasi sette volte più ripida di quella di un aereo di linea commerciale. I piloti dovevano svolgere almeno 1.000 ore di volo a bordo di quest'aereo prima di venir assegnati come piloti dello Shuttle. 

### Addestramento alle EVA

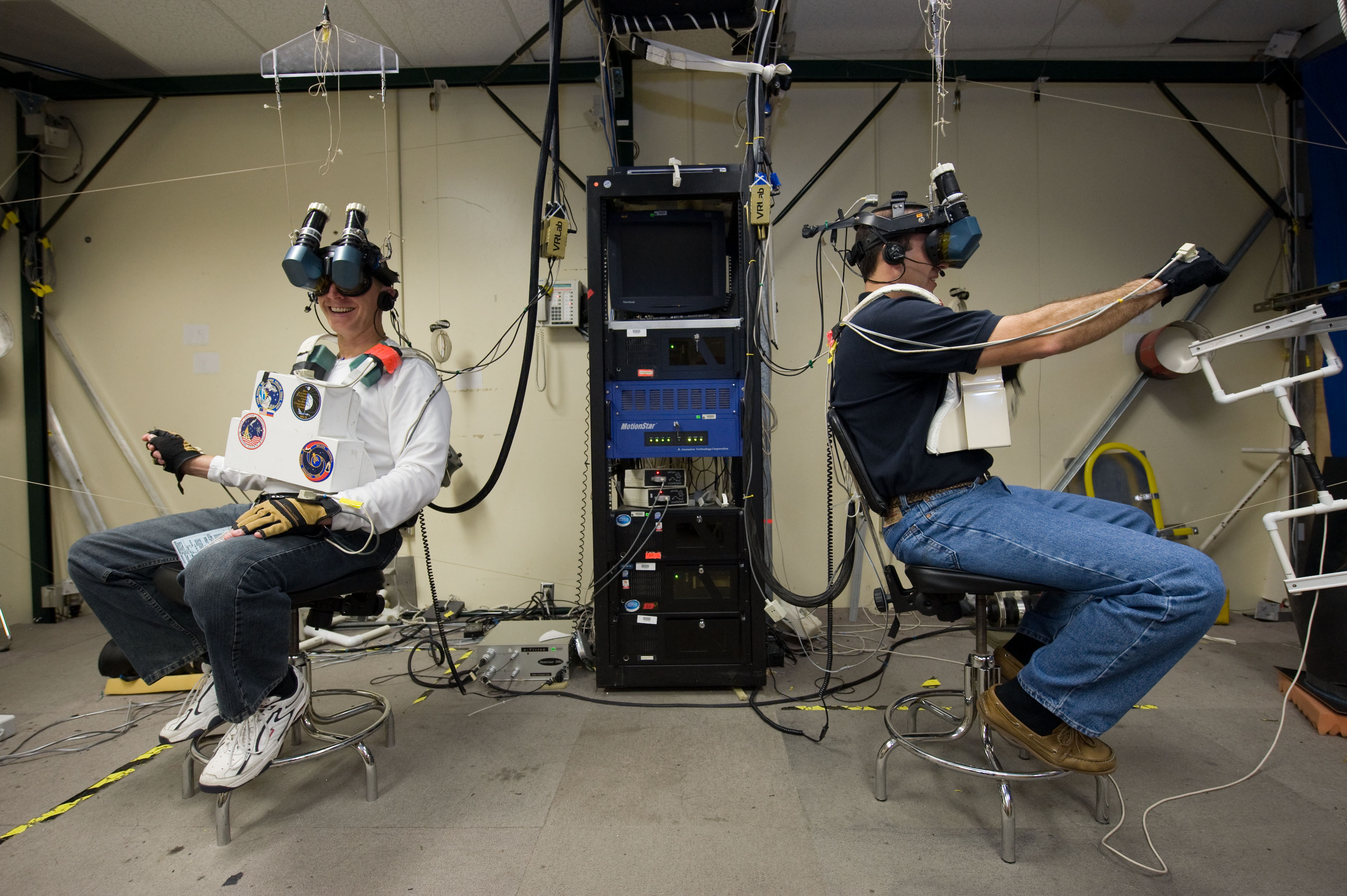
Mastracchio e Anderson dell'STS-131 si addestrano alle EVA con la realtà virtuale

Per prepararsi a svolgere le attività extraveicolari (EVA) gli astronauti si addestrano nella piscina interna più grande del mondo, il Neutral Buoyancy Laboratory (NBL), situata nel Sonny Carter Training Facility del JSC. Nel fondale della piscina sono posizionati i moduli, sia pressurizzati che non, della ISS per abituare gli astronauti alle coreografie delle attività extraveicolari simulando l'ambiente di microgravità (assetto neutro) dello spazio mentre indossano la tuta spaziale EMU. Gli astronauti Shuttle avevano il compito principale di svolgere le EVA sulla ISS per installare moduli e elementi della Stazione e per questo passavano molto tempo nel NBL svolgendo EVA specifiche per la missione. Dal pensionamento dello Shuttle, le EVA vengono svolte esclusivamente dagli astronauti della ISS che si addestrano principalmente alle EVA di emergenza, cioè si addestrano in modo generale nella sostituzione dei componenti chiave dei sistemi della Stazione. Nell'addestramento specifico della missione, quando sono già stati definiti gli obiettivi della Expedition e quindi gli astronauti sanno se dovranno svolgere o meno una o più EVA durante la missione, si addestrano come facevano gli astronauti Shuttle alle singole EVA che svolgeranno nello spazio. In generale, gli astronauti si addestrano circa dieci ore sott'acqua per ogni ora che trascorrono in EVA nello spazio e ogni EVA di solito ha una durata di 6 ore. Oltre all'addestramento in acqua, ormai è prassi addestrare gli astronauti anche con la realtà virtuale, sia per vedere i percorsi che dovranno seguire lungo l'esterno della Stazione durante un'EVA, sia per addestrarsi con il SAFER della tuta EMU in caso di incidente.

### Esercitazioni di sopravvivenza
Uno dei primi addestramenti che i candidati astronauti svolgono dopo esser stati selezionati è l'addestramento di sopravvivenza. Di solito viene svolto in giungla e gli astronauti devono sopravvivere per tre giorni andando da un punto di partenza ad un punto di arrivo con i pochi mezzi di orientamento che gli vengono forniti imparando a lavorare in squadra per superare le difficoltà. Era abitudine degli equipaggi Shuttle assegnati ad una missione svolgere insieme un'esercitazione di sopravvivenza NOLS di una settimana per conoscersi a vicenda e capire le migliori e peggiori qualità di ogni membro dell'equipaggio per poter migliorare. Altre esercitazioni simili sono NASA NEEMO, permanenza nel laboratorio Aquarius fondo dell'Oceano atlantico; ESA CAVES, una settimana all'interno di una grotta; addestramento invernale del GCTC.

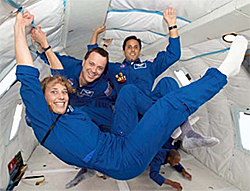
Gli astronauti educatori del Gruppo 19 della NASA durante un volo parabolico

### Voli parabolici
Per imparare a muoversi in microgravità, ma non all'interno di una tuta spaziale con l'acqua intorno, gli astronauti partecipano ai voli parabolici conosciuti come Weightless Wonder o Vomit Comet. Durante un volo a bordo di questo aereo, per 20 secondi ripetuti per quaranta volte in un giorno si può sperimentare l'assenza di gravità. Il nome Vomit Comet deriva dal fatto che a volte bastano anche solo i voli parabolici per mandare in confusione il sistema vestibolare degli astronauti, che di conseguenza si sentono male come accadrebbe all'inizio di un volo spaziale.

## Addestramenti dell'ESA

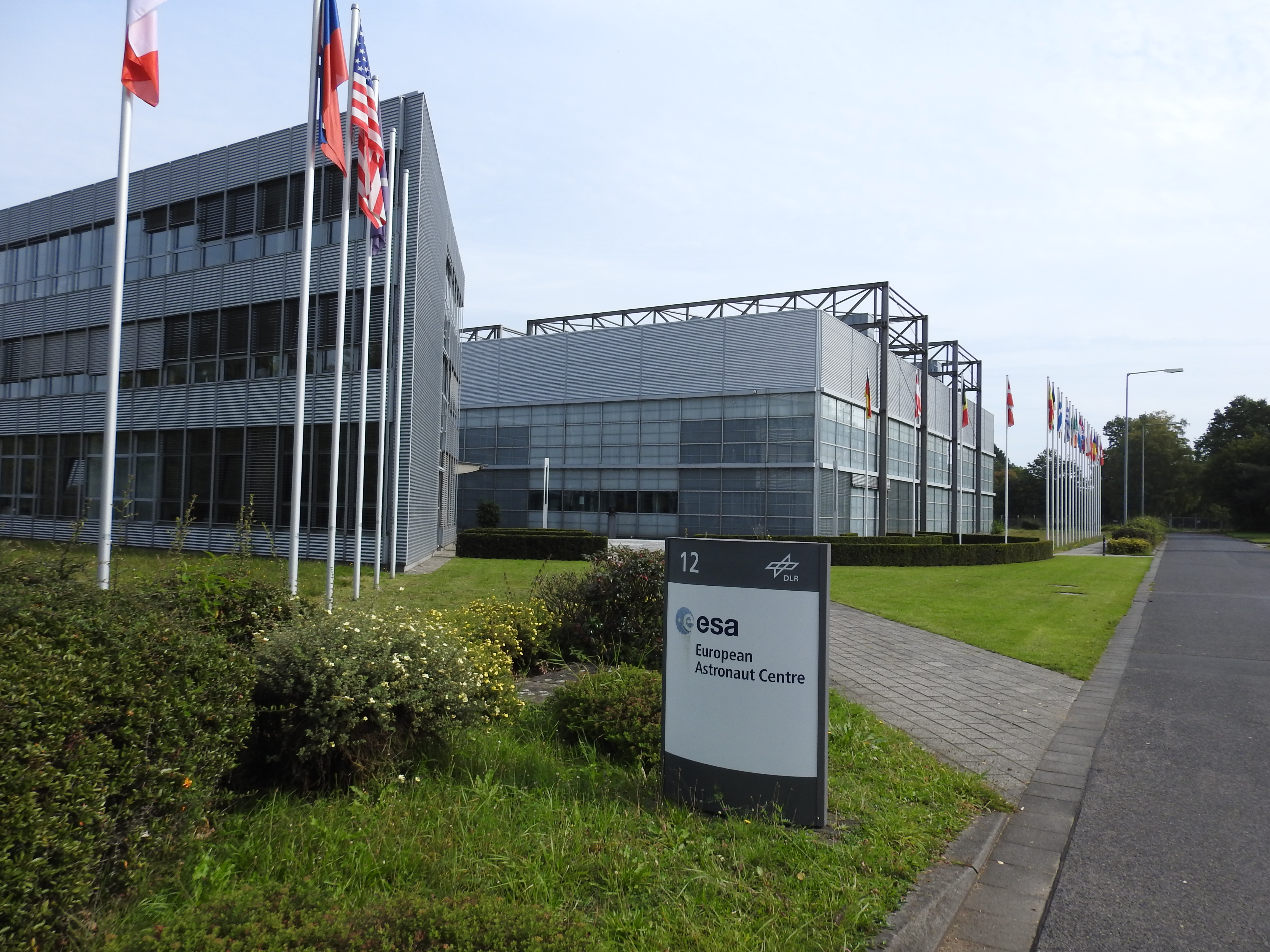
L'European Astronaut Centre dell'ESA a Colonia, Germania dove si addestrano gli astronauti europei

A partire dagli astronauti dell'Agenzia Spaziale Europea (ESA) della Classe 2009 l'addestramento viene svolto congiuntamente con gli astronauti della NASA, svolgendo quindi di fatto l'addestramento NASA. Il tempo che gli astronauti europei trascorrono all'European Astronaut Centre (EAC) è finalizzato all'apprendimento dei sistemi e esperimenti del Modulo Columbus e, in passato del veicolo cargo ATV. L'addestramento che si svolgeva in passato era composto da addestramento di base, addestramento avanzato e addestramento specifico per la missione.
Gli astronauti selezionati dall'ESA prima del 2009 svolgevano l'addestramento di base presso la sede dell'EAC a Colonia, Germania; questo durava 16 mesi ed era diviso in quattro blocchi di addestramento. Durante l'addestramento di base gli astronauti ricevevano lezioni sulle agenzie spaziali internazionali, sulle passate missioni spaziali con equipaggio e senza equipaggio, sulle leggi e le politiche che si applicano nello spazio, lezioni tecniche (tra cui ingegneria, astrodinamica, propulsione, meccanica orbitale) e scientifiche (compresa fisiologia umana, biologia, osservazione della terra, astronomia) per uniformare le conoscenze che gli astronauti con background differenti devono possedere per svolgere al meglio una missione spaziale. Un altro blocco dell'addestramento era composto dalle procedure e dalla conoscenza dei sistemi dei moduli della ISS, principalmente sulle componenti europee (modulo Columbus, veicolo cargo ATV). Svolgono e svolgevano anche addestramento robotico, di rendezvous e attracco ad una stazione spaziale, corsi di lingua russa e corso subacqueo acque libere PADI. Quest'ultimo viene svolto nel NBF dell'ESA, in preparazione per l'addestramento più avanzato presso il NBL del Johnson Space Center.
L'addestramento avanzato aveva lo scopo di approfondire la conoscenza di tutti gli argomenti imparati nell'addestramento di base ed aveva la durata di un anno. A differenza dell'addestramento di base, l'addestramento avanzato viene svolto nei Centri spaziali dei partner della Stazione, focalizzandosi sui moduli e attrezzature di quella nazione. Ad esempio, al GCTC l'addestramento si concentra sui moduli del Segmento russo e su come pilotare la Sojuz; alla CSA sulle operazioni robotiche del Canadarm2; alla JAXA sul modulo JEM.
L'Addestramento Specifico della missione inizia solo dopo che un astronauta è stato assegnato a un volo. Questo addestramento dura circa 18 mesi e prepara gli astronauti per il loro ruolo nella missione assegnata. Durante questa fase i membri dell'equipaggio si addestrano insieme, soprattutto durante le simulazioni delle procedure del lancio e atterraggio del veicolo spaziale e per le situazioni d'emergenza. I compiti dell'equipaggio sulla ISS sono personalizzati, tenendo conto della particolare esperienza dell'astronauta e del suo background professionale. Esistono tre diversi livelli apprendimento di un astronauta delle apparecchiature di bordo: livello utente, livello operatore e livello specialistico. Un membro dell'equipaggio può essere uno specialista sui dei sistemi, pur essendo solo un operatore o un utente su altri, per questo il programma di formazione è personalizzato. Ad esempio, gli astronauti del segmento americano sono utenti dei moduli del segmento russo e specializzati nel segmento americano. L'addestramento specifico include anche l'addestramento per affrontare situazioni d'emergenza (incendio, depressurizzazione, ammoniaca) e addestramento agli esperimenti che svolgeranno durante la missione.

## Addestramenti di Roscosmos

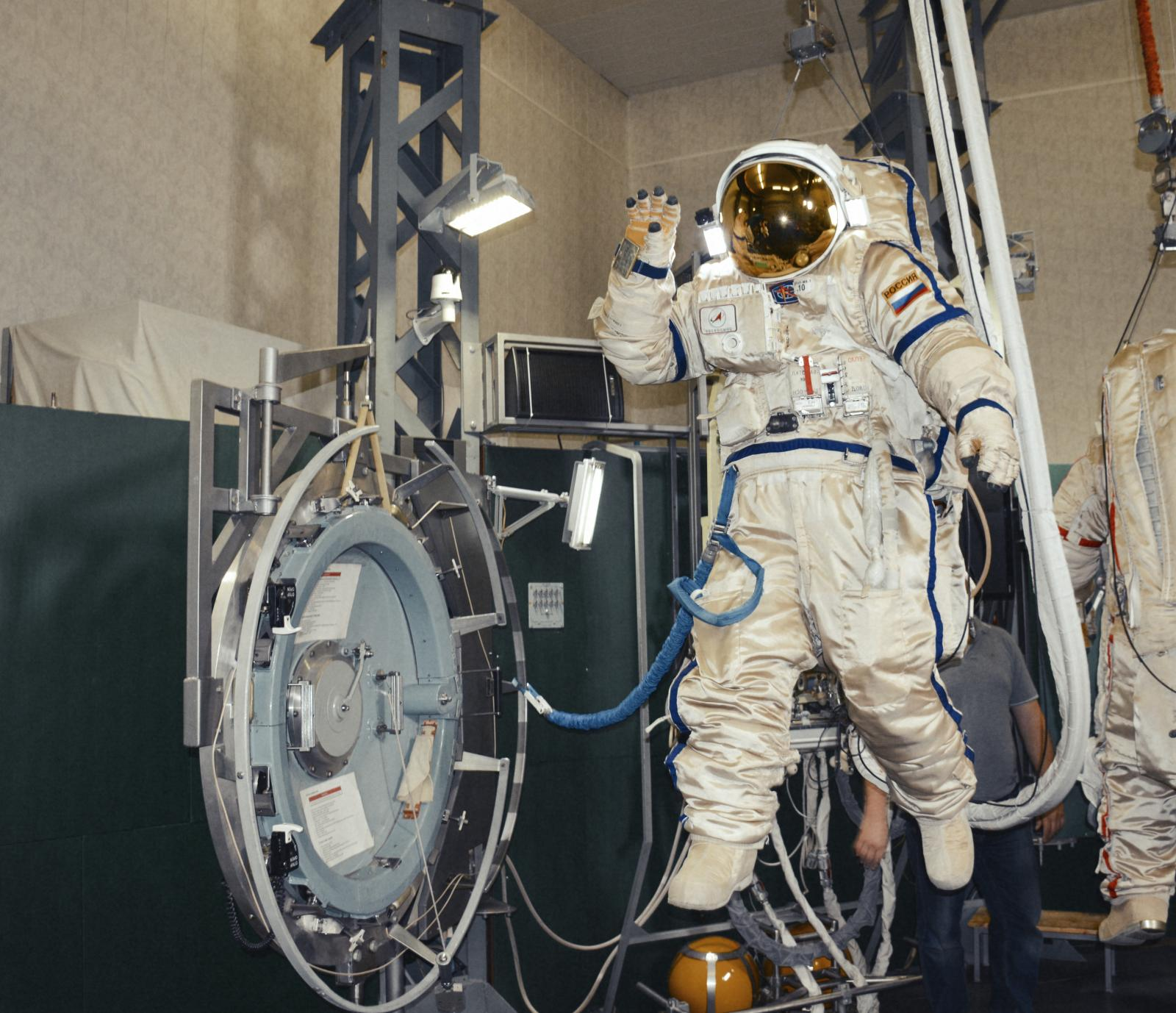
Un cosmonauta in un addestramento con la tuta Orlan

L'addestramento dei cosmonauti russi è diviso in tre fasi: addestramento generale dello spazio, addestramento di gruppo e addestramento dell'equipaggio e si svolgono principalmente al Centro di addestramento cosmonauti Jurij Gagarin (GCTC). L'addestramento generale dello spazio dura circa due anni e consiste in lezioni sulle basi del volo spaziale (teoria del volo spaziale con equipaggio, navigazione spaziale, lanciatori, siti di lancio), conoscenza dei sistemi del Segmento russo della ISS e della Sojuz, pilotaggio della Sojuz, conoscenza dei fondamenti della medicina spaziale, addestramento delle attività extraveicolari e delle tute spaziali (Sokol e Orlan), addestramenti di volo sull'aereo L-39, paracadutismo, conoscenza scientifica base per svolgere gli esperimenti, esercitazioni di sopravvivenza (nell'acqua, in inverno, nelle montagne o nel deserto) e conoscenza base della lingua inglese. Al termine dei due anni di addestramento i candidati cosmonauti devono superare un esame finale per essere dichiarati ufficialmente cosmonauti.
L'addestramento di gruppo dura un anno e si concentra principalmente nel migliorare la conoscenza dei sistemi e nel pilotaggio della Sojuz e del Segmento russo della ISS. Tra il termine di questo addestramento e l'addestramento dell'equipaggio, e quindi all'assegnazione di una missione spaziale, possono passare diversi anni (di solito intorno agli 8 anni) durante i quali i cosmonauti affinano le loro conoscenze, vengono assegnati ad altre aree (come al Centro di controllo missione) oppure iniziano altri addestramenti in altri centri spaziali partner (ad esempio attività extraveicolari con le EMU).
L'addestramento dell'equipaggio è quello più specifico, durante il quale i cosmonauti si addestrano nelle attività e procedure che svolgeranno durante la missione. Tra queste ci sono l'addestramento medico, adattamento all'ambiente spaziale con voli parabolici e paracadutismo, addestramento videofotografico, addestramento alle EVA assegnate alla missione, esercitazioni di sopravvivenza, manutenzione dei veicoli spaziali con o senza equipaggio, addestramento sui sistemi informatici e file a bordo della Stazione, esperimenti scientifici e procedure in situazioni d'emergenza. Questa fase dell'addestramento si svolge anche nei Centri spaziali delle altre nazioni alla NASA, ESA, JAXA e CSA, per avere una conoscenza base dei moduli non russi.
L'addestramento di sopravvivenza invernale e l'addestramento di atterraggio sull'acqua vengono svolti da tutti i membri degli equipaggi che devono viaggiare a bordo di una Sojuz mentre gli altri addestramenti sono svolti esclusivamente dai cosmonauti russi.

### Addestramento di sopravvivenza invernale

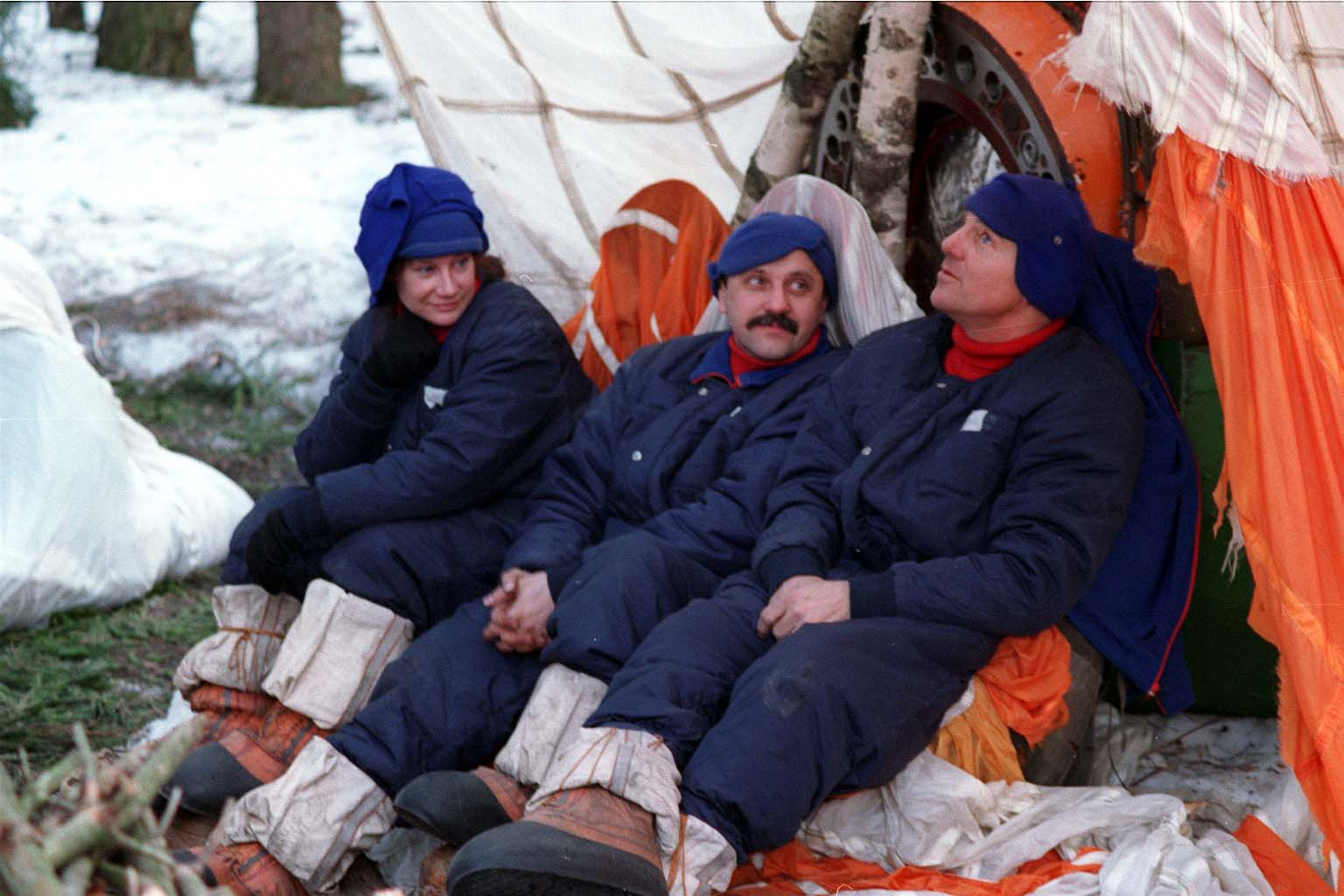
I membri dell'Expedition 2 partecipano all'addestramento invernale

L'addestramento di sopravvivenza invernale comprende delle lezioni teoriche tenute al GCTC e l'esercitazione pratica nelle zone boschive innevate presenti intorno alla città di Mosca. Questo addestramento viene svolto da tutti gli equipaggi delle Sojuz per sapere come sopravvivere in caso di atterraggio di emergenza nelle condizioni estreme durante l'inverno russo.
Secondo le procedure l'equipaggio deve togliersi la tuta Sokol all'interno del Modulo di discesa e indossare i vestiti adatti al freddo estremo. Dopo aver preso il kit di sopravvivenza (NAE), escono dal Modulo. Durante i giorni dell'esercitazione devono costruire due tipi di rifugi (capanna e Wigwam) per ripararsi dal freddo con il tessuto del paracadute, fornire assistenza medica ad un possibile membro ferito dell'equipaggio e mantenersi costantemente in contatto con le squadre di recupero (il contatto radio deve avvenire almeno una volta all'ora). All'arrivo di un ipotetico elicottero l'equipaggio utilizza il segnalatore luminoso per informare le squadre di recupero della loro posizione. Il kit di sopravvivenza (NAZ; НАЗ - носимого аварийного запаса) che hanno a disposizione nella Sojuz è composto da:
- 18 litri d'acqua (due litri per tre giorni per tre persone);
- cibo (per tre giorni per tre persone) e un kit di pronto soccorso;
- attrezzatura necessaria per costruire il campo base e sopravvivere (machete, segnalatori luminosi, torcia elettrica, coltello, stazione radio, ecc).

A bordo del Modulo sono presenti inoltre giacche, tute di volo, stivali caldi, calze di pelliccia, guanti, cuffie e passamontagna di lana per ogni membro dell'equipaggio.
Durante l'addestramento di sopravvivenza invernale il carico di lavoro a cui viene sottoposto l'equipaggio è superiore a quello che dovrebbe svolgere in una condizione reale, questo viene fatto per compensare la debolezza e le difficoltà motorie che si hanno dopo un volo spaziale di lunga durata.

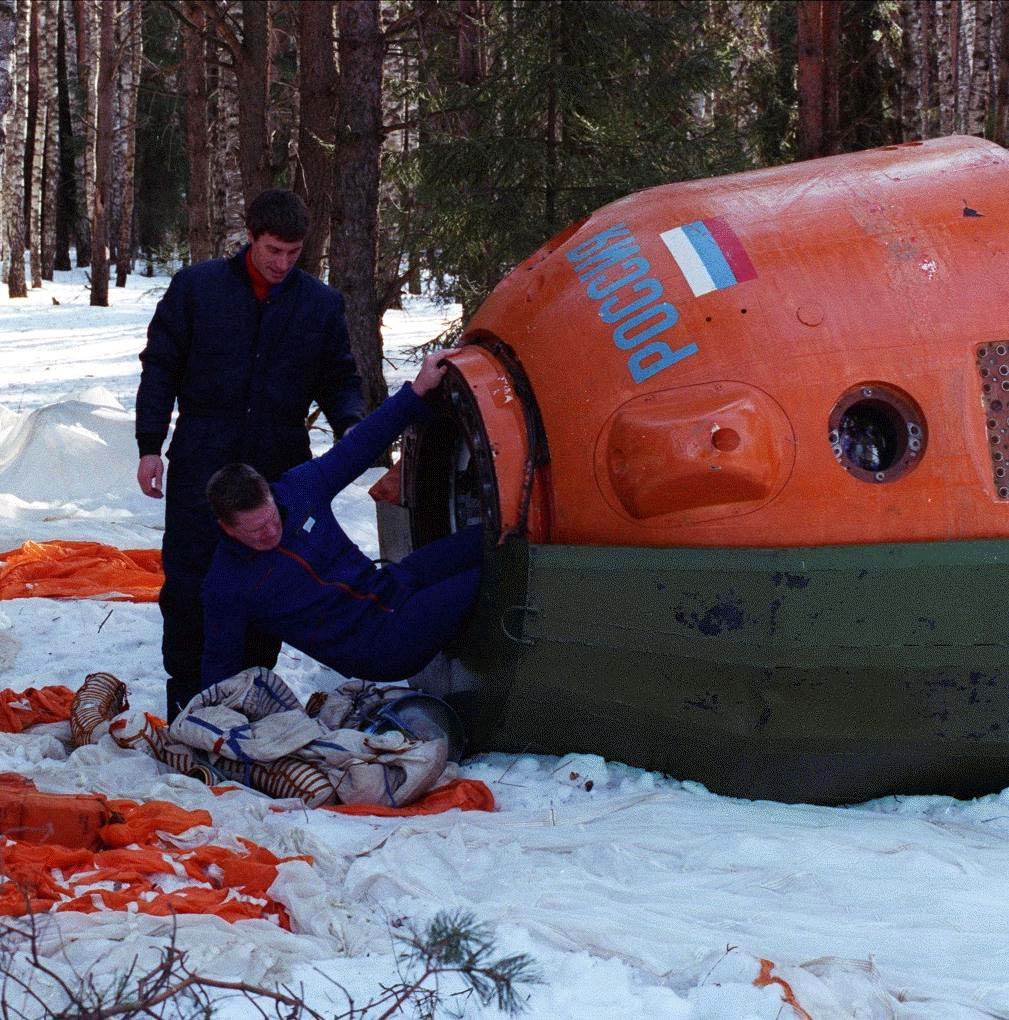
Bill Shepherd e Sergej Krikalev dell'Expedition 1 escono dal modulo di discesa.
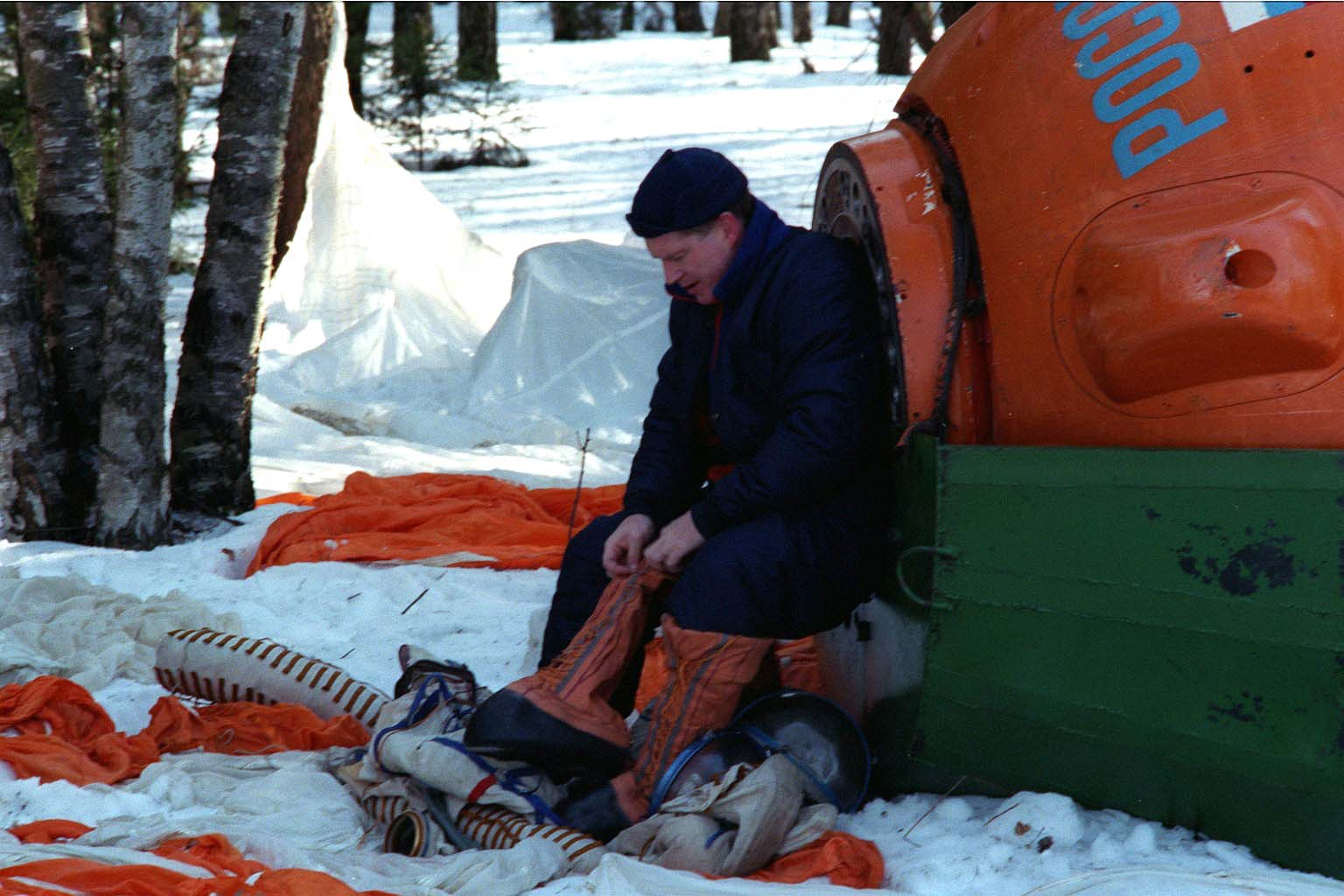
Bill Shepard finisce di vestirsi davanti al Modulo.
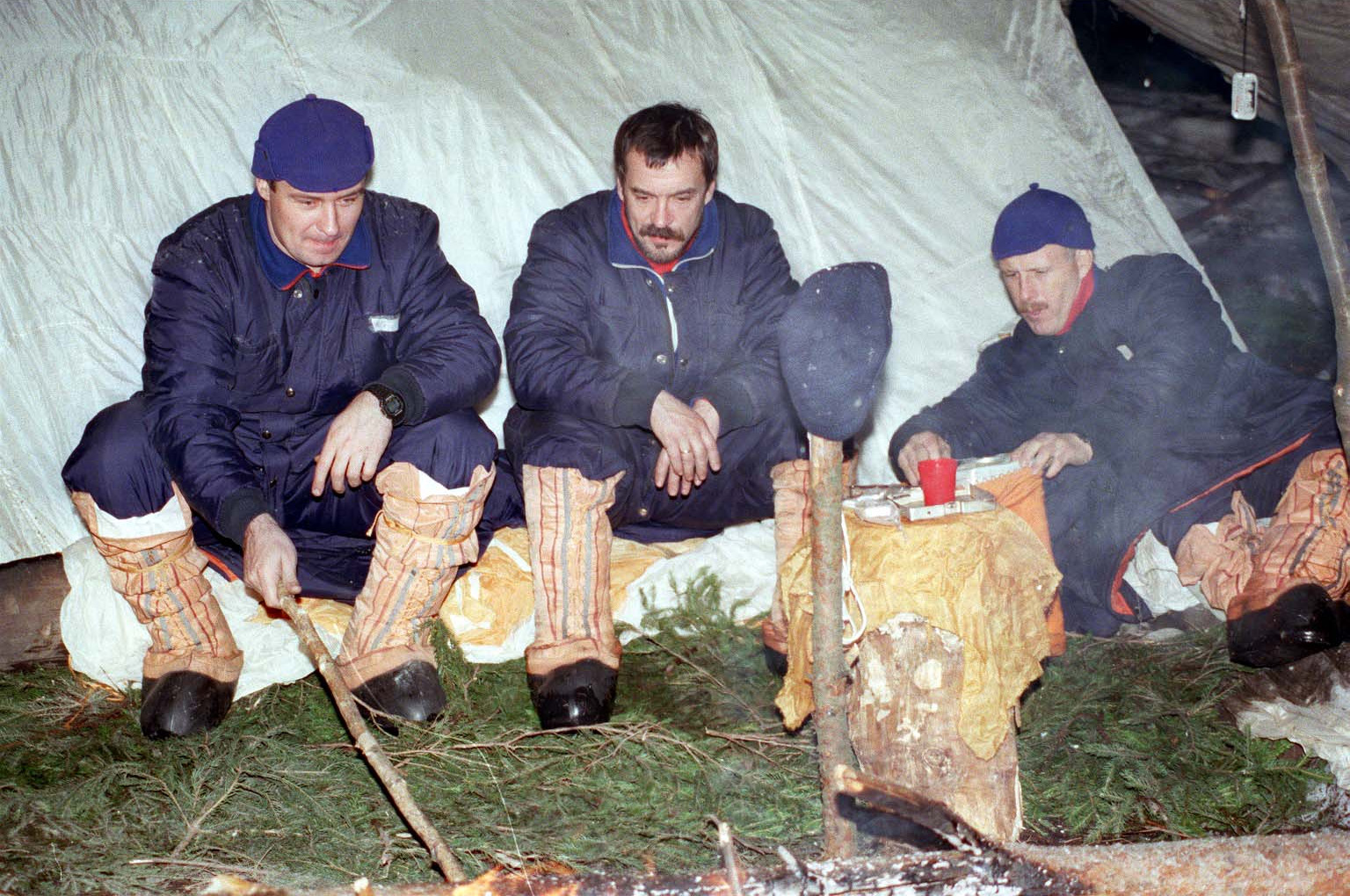
I membri dell'Expedition 3 si riposano dopo aver costruito la tenda e acceso il fuoco.
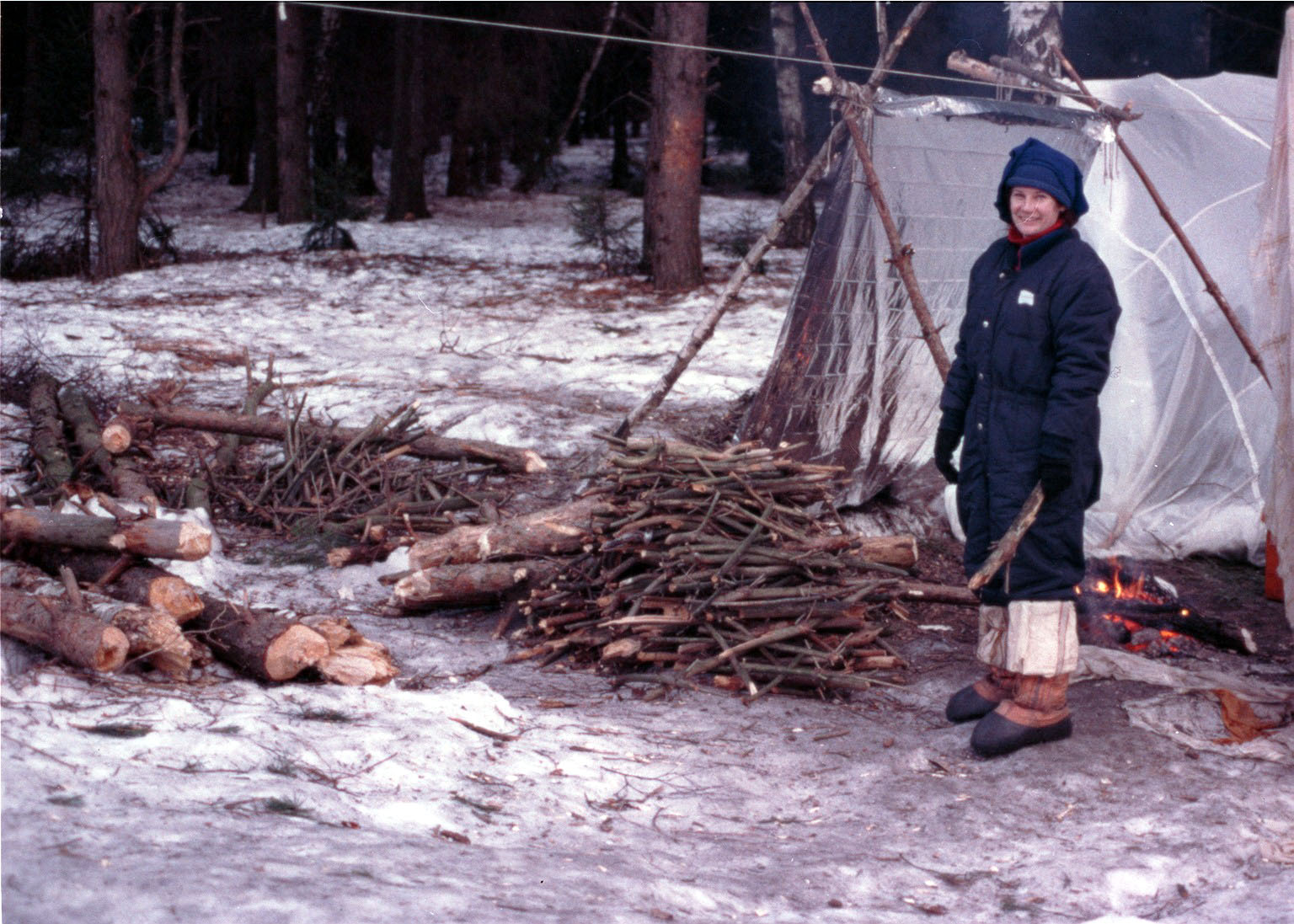
Susan Helms dell'Expedition 2 durante l'addestramento.

### Addestramento di atterraggio sull'acqua

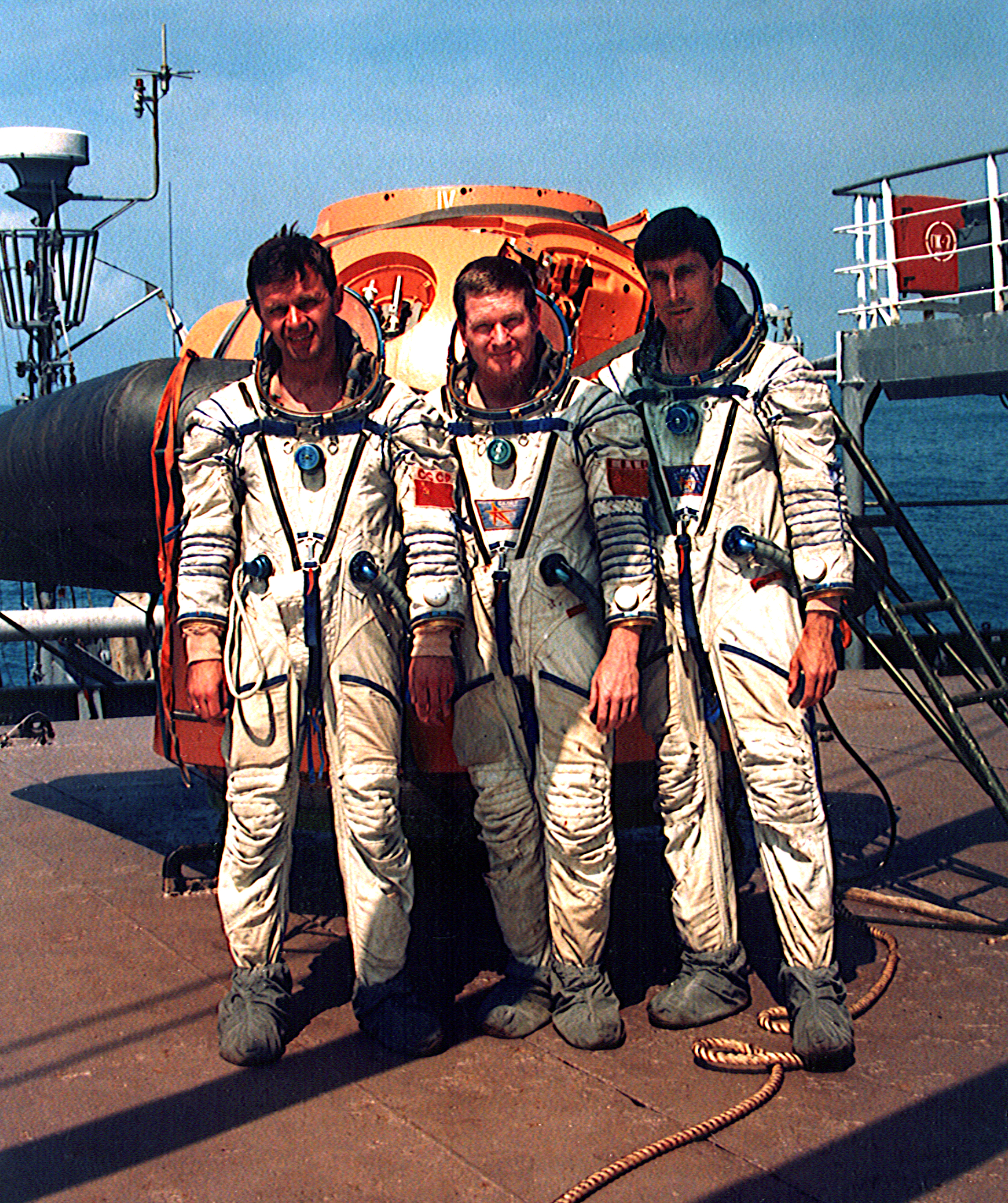
I membri dell'Expedition 1 prima dell'addestramento sull'acqua nel Mar Nero

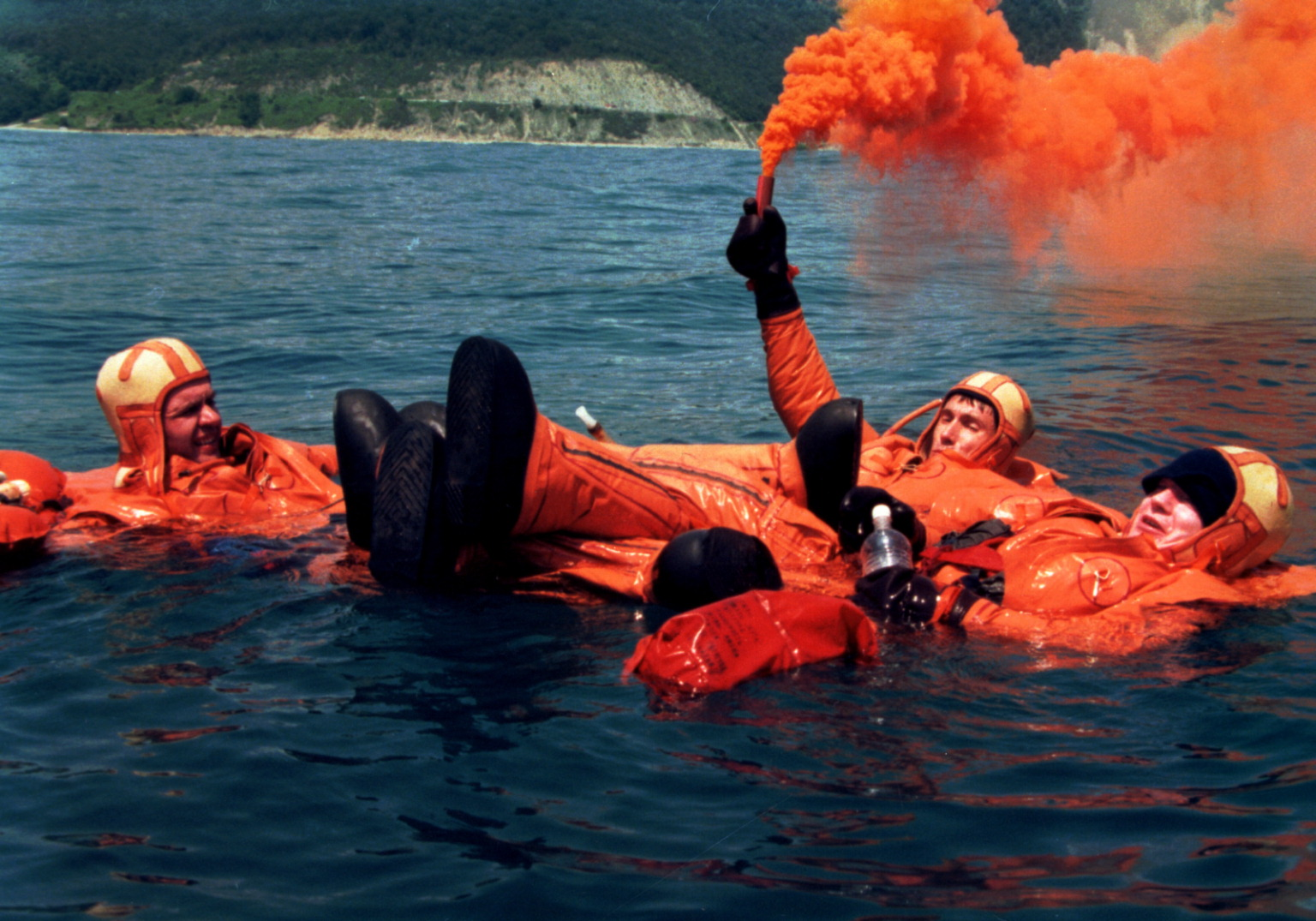
I membri dell'Expedition 1 con addosso la tuta Forel accendono il segnalatore luminoso

Durante le fasi dell'atterraggio possono verificarsi delle situazioni di emergenza che porteranno la Sojuz ad atterrare in un punto non identificabile in anticipo. Ad esempio, l'equipaggio potrebbe non atterrare sulla terra, come avviene normalmente, ma sull'acqua. In vista di incidenti di questo tipo, il dipartimento del GCTC che si occupa degli addestramenti d'emergenza fa addestrare i candidati cosmonauti russi e gli equipaggi che voleranno a bordo della Sojuz a queste situazioni, in modo da essere preparati fisicamente e psicologicamente a qualsiasi scenario. L'addestramento viene svolto nel lago vicino al Centro di soccorso Noginsk EMERCOM russo tra il mese di giugno e quello di luglio ogni anno. Nel caso di astronauti che stanno studiando i sistemi della Sojuz, ma non sono ancora stati assegnati ad una missione spaziale, vengono affiancati da istruttori del GCTC per raggiungere il numero tipico di persone a bordo della Sojuz. Oltre alla preparazione dell'equipaggio, questa esercitazione serve anche ad addestrare gli operatori che si occupano del recupero del modulo di discesa dopo l'atterraggio, tra cui staff del GCTC, di Ėnergija e di EMERCOM. Per le esercitazioni in acqua viene utilizzato un mockup arancione del modulo di discesa chiamato Ocean 5.
Secondo le procedure generali successive all'atterraggio, se il modulo di discesa è intatto, l'equipaggio deve restare a bordo il più a lungo possibile finché le squadre di recupero non li vengono a recuperare. Ma, in caso di atterraggio di emergenza, le squadre di recupero impiegherebbero del tempo per raggiungere la capsula ed è quindi importante decidere in fretta se restare a bordo o meno, dato che le batterie del Modulo hanno un tempo di utilizzo limitato. Di conseguenza, una volta scaricate le batterie la ventilazione interna alla capsula smetterà di funzionare e sarà necessario uscire velocemente dal modulo.
Per far fronte a queste situazioni impreviste, i cosmonauti e gli astronauti prendono parte a tre addestramenti, quello a secco, quello lungo e quello corto.
Durante lo scenario di addestramento a secco, gli equipaggi svolgono sulla terra ferma una prova generale di evacuazione dal modulo di discesa della Sojuz. L'esercitazione inizia subito dopo un presunto atterraggio, in cui è necessario togliersi la tuta spaziale Sokol all'interno del modulo di discesa, indossare tute termiche e la tuta Forel (trota, chiamata così per il suo colore arancione). L'operazione di svestizione e vestizione può richiedere anche un'ora e mezzo di tempo, dato il piccolo spazio del modulo (3,5 m³, ci cui solo 2,5 m³ abitabile) e le alte temperature presenti nel modulo sigillato, tanto che i cosmonauti fanno a turno davanti ai bocchettoni di ventilazione per rinfrescarsi. Oggigiorno, grazie al progredire della tecnologia, la salute degli astronauti durante l'esercitazione viene costantemente monitorata dai medici del GCTC grazie a un sensore wireless che gli astronauti ingoiano prima di entrare nel modulo.
Il lavoro che gli equipaggi svolgono durante l'addestramento lungo è molto simile a quello a secco ma stavolta il modulo di discesa viene fatto galleggiare sulla superficie del lago. Dopo essersi cambiati e pronti ad uscire dal modulo i cosmonauti lanciano in acqua il kit di sopravvivenza (NAZ, НАЗ) per poi buttarsi a loro volta. Una volta che tutto l'equipaggio è in acqua, essi si dispongono a forma di stella per mantenere il galleggiamento e accendono il segnalatore luminoso per farsi individuare dalle squadre di soccorso.
L'esercitazione breve è necessaria nelle situazioni in cui, dopo l'atterraggio, il modulo di discesa sia danneggiato e imbarchi acqua. In quel caso l'equipaggio non ha il tempo per cambiarsi, e deve solamente prendere il kit di sopravvivenza e uscire dal modulo entro 8 minuti con ancora addosso le tute Sokol. Durante gli anni '70 e '80, queste esercitazioni hanno appunto dimostrato che se è presente una falla nel Modulo, l'equipaggio aveva solo pochi minuti (8 – 9 minuti) per uscire dal modulo e salvarsi. 

### Addestramento assenza di peso

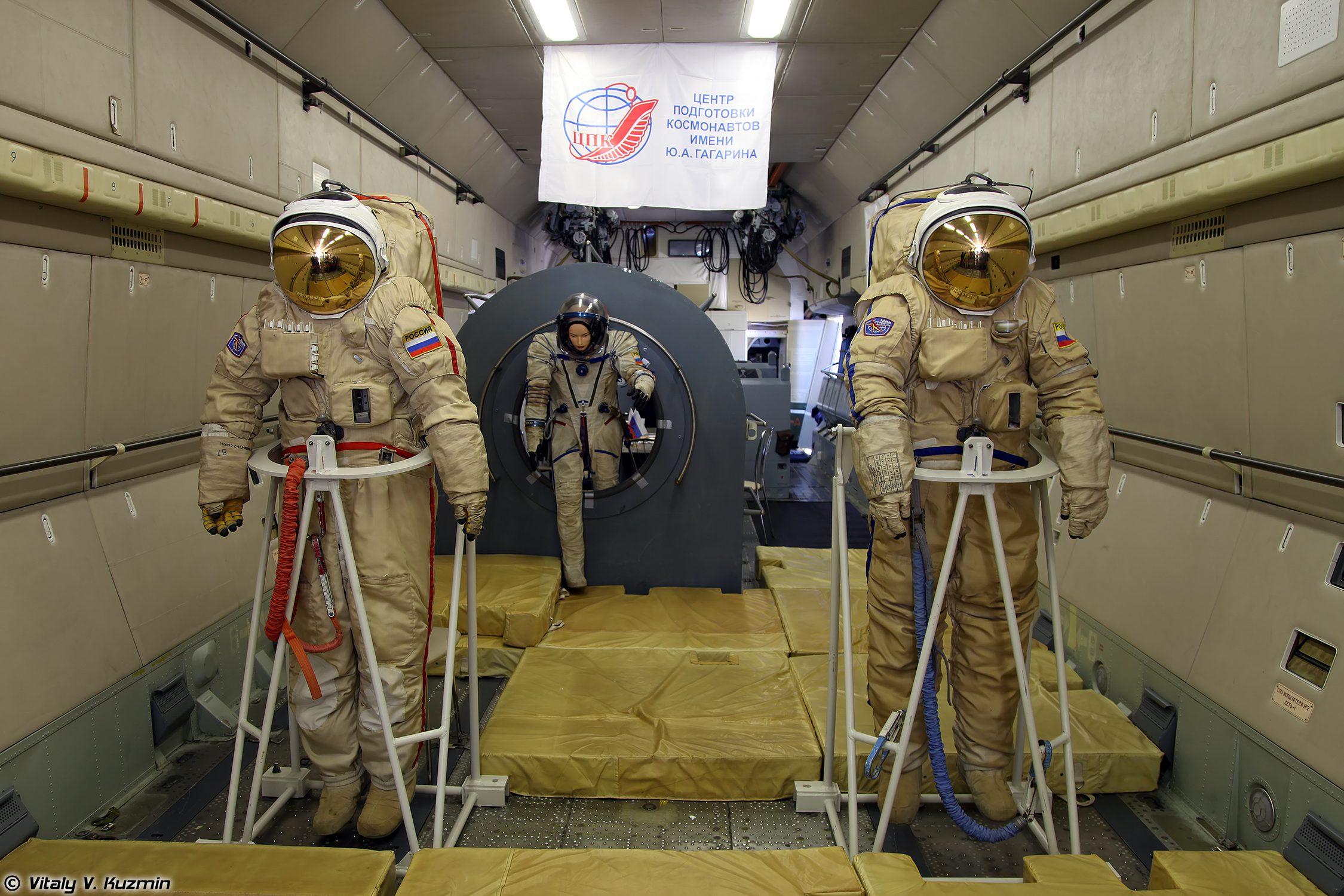
Due Orlan e una Sokol dentro un Il-76MDK durante MAKS 2015

Per abituare i cosmonauti a volare e lavorare in assenza di gravità il GCTC svolge circa 10 voli all'anno a bordo del Il-76 MDK. Durante questi voli i vari cosmonauti si esercitano ad indossare la tuta intraveicolare Sokol e quella extraveicolare Orlan e ad imparare come muoversi in microgravità. In particolare, durante le esercitazioni sono presenti due istruttori del GCTC, di cui uno segue l'elenco delle operazioni che un cosmonauta dev'essere in grado di eseguire (indossare la tuta e muoversi in sicurezza), mentre l'altro analizza le procedure svolte durante l'ingresso nella Sokol. 
Se durante la missione spaziale sono già state assegnate delle attività extraveicolari (EVA), alcune delle procedure che verranno volte nello spazio vengono precedentemente eseguite durante questi voli. Ad esempio, dal 2013 uno dei compiti di cui si devono occupare i cosmonauti durante un'EVA è il rilascio manuale di piccoli satelliti. È necessario che la direzione e la velocità del lancio siano il più corrette possibili, e per questo motivo i cosmonauti si addestrano prima del volo.

### Addestramento di paracadutismo
L'addestramento di paracadutismo viene svolto dai candidati cosmonauti e successivamente dai cosmonauti per aumentare la concentrazione e diminuire lo stress nelle situazioni di emergenza in cui devono prendere decisioni velocemente che potrebbero mettere a rischio la loro vita. Le esercitazioni si svolgono al Central Aero Club a Menzelinsk, nel Tatarstan. Ufficialmente l'addestramento si chiama Addestramento speciale di paracadutismo per cosmonauti (SPPK; Cппк – специальная парашютная подготовка космонавтов). La squadra di supporto dei cosmonauti è composta da istruttori del GCTC, medici, psicologi e membri del SPPK.
L'allenamento consiste in tre fasi. Le prime due fasi vengono svolte durante l'addestramento di base del candidato cosmonauta e sono finalizzate ad ottenere le capacità indispensabili al paracadutista, come mantenere una postura stabile in caduta libera, riuscire a muoversi liberamente, eseguire delle formazioni di gruppo e atterrare nel tempo e lungo stabilito. Soprattutto durante i primi voli le difficoltà sono principalmente psicologiche, tanto che quasi un terzo dei candidati non supera la prima fase al primo tentativo a causa della poca resistenza allo stress psicologico improvviso. Nella terza fase, le abilità precedentemente acquisite vengono migliorate, aumentando il carico di lavoro durante l'esercitazione svolgendo calcoli matematici, ricercando informazioni e mantenendo contatti radio durante la caduta. All'avanzare delle fasi, la sicurezza e la concentrazione dei cosmonauti in situazioni estreme aumenta riuscendo così a controllare meglio lo stress emotivo. La capacità di un cosmonauta di mantenere la calma in situazioni difficili è una caratteristica fondamentale per una missione spaziale.

### Addestramento di sopravvivenza in zone montuose
L'addestramento in zone montuose viene svolto circa ogni due anni a Tuapse, nel territorio di Krasnodar, in cui i cosmonauti passano alcuni giorni ad allenarsi sui compiti che l'equipaggio deve svolgere in caso di atterraggio d'emergenza sulle montagne. Questa esercitazione è stata aggiunta dopo la costruzione del Cosmodromo Vostočnyj, dato che, nel caso di aborto durante il lancio, l'equipaggio potrebbe ritrovarsi nelle zone montuose presenti in quella zona.
L'obiettivo dell'addestramento è quello di sviluppare competenze pratiche per i cosmonauti, come riconoscere i pericoli della montagna tra cui la caduta dei massi e imparare a prendere le giuste misure preventive per ridurre le situazioni di pericolo che potrebbero causare incidenti o infortuni. Durante l'esercitazione i cosmonauti devono percorrere diversi chilometri prima di poter costruire il campo base in un posto sicuro in cui passare la notte, dare il primo soccorso ad un possibile ferito e procurarsi l'acqua e i viveri necessari per la sopravvivenza, nonostante abbiano a disposizione il kit di sopravvivenza della Sojuz (NAZ). Al termine dell'esercitazione viene simulato l'arrivo di un elicottero e i cosmonauti accendono il segnalatore luminoso per farsi individuare.

### Addestramento nell'Idrolab

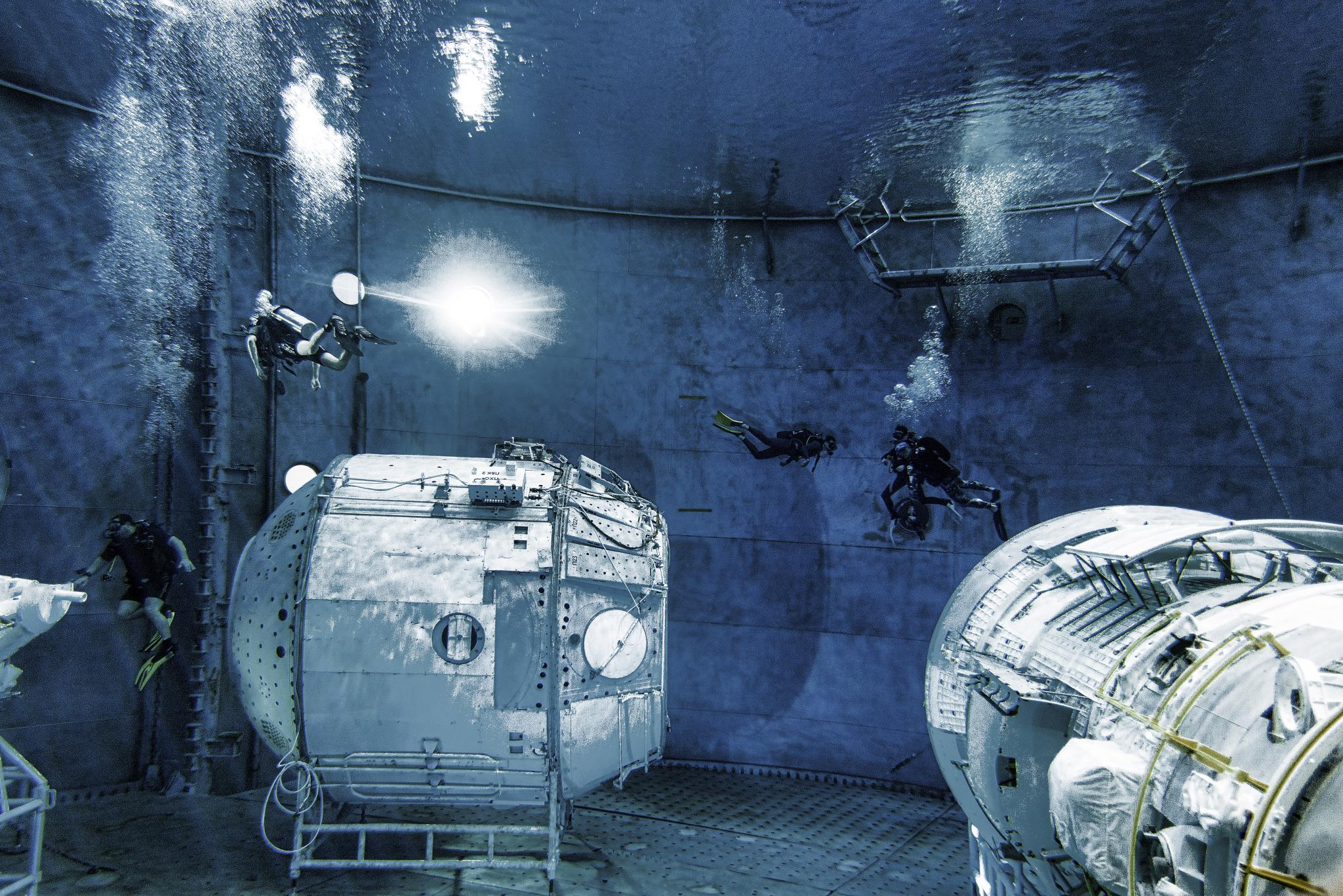
All'interno della piscina dell'IdroLab

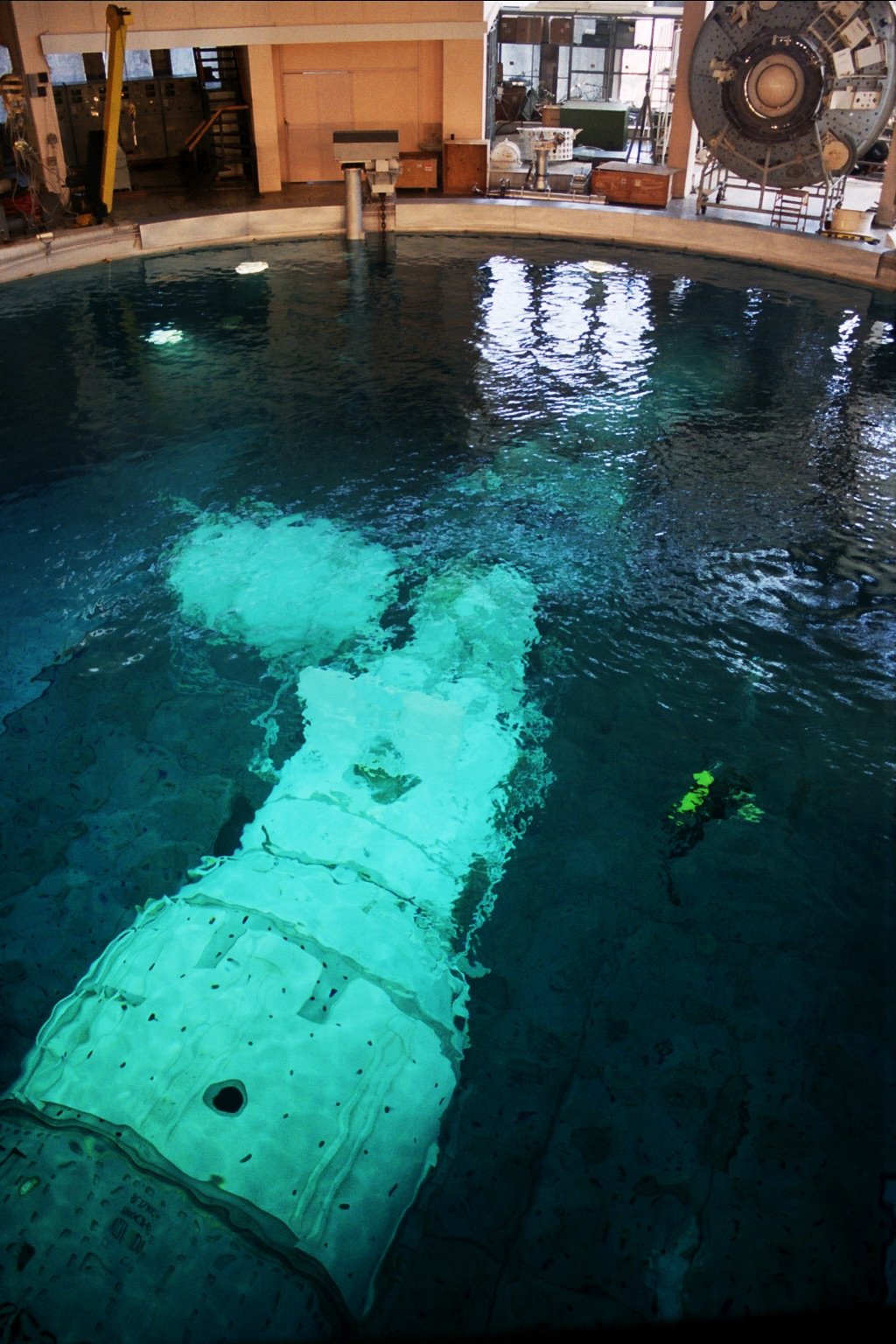
Vista sulla piscina dell'IdroLab

L'addestramento delle attività extra-veicolari (EVA) viene svolto nell'Idrolab sia dai candidati cosmonauti durante l'addestramento di base e sia dai cosmonauti in vista di una missione spaziale. Durante l'addestramento di base i candidati devono abituarsi principalmente ai sistemi della tuta Orlan, alle procedure di sicurezza e i lavori fondamenti che vengono svolti in tutte le EVA (come lavorare con i fermacavi, i connettori, i cavi di sicurezza e trasportare carichi ingombranti lungo i pannelli esterni del segmento russo). Inoltre, durante ogni esercitazione EVA viene simulata una situazione d'emergenza, ad esempio il caso in cui uno dei due cosmonauti sia impossibilitato a muoversi e l'altro cosmonauta debba procedere al salvataggio. Una delle norme di sicurezza più importanti durante un'EVA è quella di spostare uno solo dei due cavi di sicurezza alla volta e questi inoltre devono essere sempre agganciati a due corrimani differenti. Così facendo, nel caso in cui un cavo si danneggi oppure un corrimano si sganci dai pannelli esterni, il cosmonauta avrà sempre l'altro cavo a tenerlo ancorato alla Stazione.
Prima di una missione spaziale i cosmonauti assegnati ad alcune EVA di una missione si addestrano a svolgere l'EVA completa (o parti di essa) nell'Idrolab per non avere incomprensioni nello spazio. Per simulare la microgravità presente in orbita durante l'addestramento sono presenti dei sub che hanno il compito di mantenere la tuta e il cosmonauta al suo interno in assetto neutro. I cosmonauti si addestrano anche a modificare la tuta, infatti poter modificare la lunghezza delle gambe e delle maniche per adattarla ad ogni persona è fondamentale per eseguire al meglio i lavori di precisione durante le EVA. 
Oltre alla preparazione delle attività extra-veicolari nell'Idrolab si svolgono anche:
- operazioni nei moduli depressurizzati;
- manutenzione dei moduli della Stazione;
- procedure di assemblaggio e di disassemblaggio in orbita;
- spostamento dei cargo;
- operazioni sperimentali.

All'interno dell'edificio dell'Idrolab è posizionata una piscina cilindrica con una piattaforma dotata di un meccanismo di sollevamento. Su questa piattaforma è montato un mockup di dimensioni reali del Segmento russo della ISS usato per le EVA simulate. Nelle pareti della piscina sono presenti 45 finestre da cui i tecnici e i medici del GCTC monitorano il lavoro e lo stato di salute dei cosmonauti durante l'EVA simulata. Intorno alla piscina sono presenti delle gru usate per spostare i cosmonauti con addosso le tute Orlan (che pesano oltre 100 kg).
Le caratteristiche principali della piscina:
| Volume  | Diametro | Profondità | Temperatura |
| ------- | -------- | ---------- | ----------- |
| 5000 m³ | 23 m     | 12 m       | 30 ±5 °C    |

### Addestramento nel simulatore Exit 2

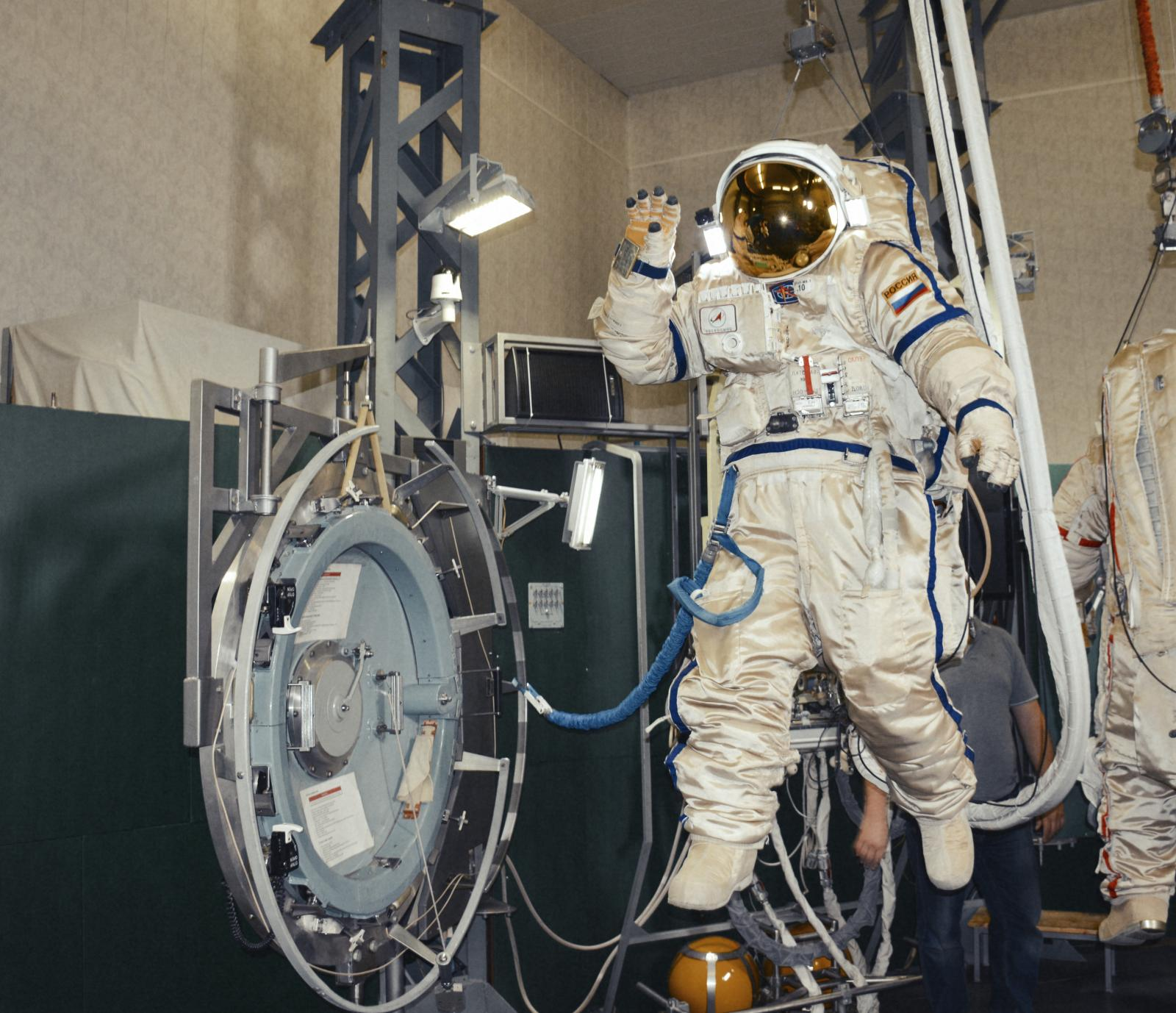
Un cosmonauta nel simulatore Exit 2

L'addestramento nel simulatore Exit 2 serve a simulare tutte quelle operazioni non eseguibili nell'IdroLab. Alcune di queste operazioni sono:
- controllo e regolazione delle tute;
- procedure di tenuta della camera stagna;
- conoscenza dei sistemi della tuta Orlan;
- conoscenza dei sistemi vitali della camera stagna;
- riconoscere e risolvere situazioni d'emergenza della camera stagna e della Orlan;
- apertura e chiusura del boccaporto;
- procedure di sicurezza dopo l'apertura del boccaporto;
- fissaggio e rilascio manuale dei satelliti.

Durante questo addestramento a volte è presente anche un altro membro non-russo dell'equipaggio che ha il compito di aiutare i cosmonauti ad entrare/uscire dalle tute e nei controlli di tenuta dei boccaporti durante le EVA nello spazio.
Dal 2013 il simulatore Exit 2 viene usato anche per testare le abilità pratiche dei cosmonauti nei giorni successivi all'atterraggio di una missione spaziale di lunga durata, simulando, ad esempio, un viaggio verso Marte. Le operazioni svolte dai cosmonauti in questo caso sono:
- gestione dei sistemi della tuta spaziale;
- svolgere una serie di movimenti;
- salire e scendere delle scale;
- installazione rimozione di alcune antenne.

### Addestramento di isolamento
L'addestramento di isolamento viene svolto durante l'addestramento generale dello spazio per valutare la resistenza allo stress e psicologica dei cosmonauti in condizioni di isolamento prolungato, effettuata all'interno della cosiddetta camera "Kvant", un ambiente controllato situato presso il reparto medico del GCTC. Si tratta di un locale di dimensioni di qualche metro quadrato, privo di luce naturale e con illuminazione artificiale regolabile, progettato per simulare condizioni di lavoro continuativo in un contesto di forte stress psicofisico. Durante questa prova, della durata di 72 ore, i cosmonauti restano completamente isolati dal mondo esterno, senza possibilità di comunicazioni bidirezionali, e trascorrono le prime 64 ore senza dormire. L'attività è scandita da un ciclogramma dettagliato, che alterna compiti cognitivi, esercizi fisici, attività manuali e momenti dedicati alla creatività. L'obiettivo è osservare la capacità del cosmonauta di mantenere lucidità, concentrazione e produttività in condizioni di deprivazione del sonno e stress continuativo, simulando situazioni che in volo potrebbero compromettere le prestazioni.
Le mansioni previste comprendono test psicofisiologici ripetuti più volte al giorno per valutare memoria, attenzione, capacità di ragionamento e prontezza di reazione che ricoprono il 40% del tempo, oltre a sessioni di esercizio fisico per prevenire il calo delle prestazioni motorie. Una parte significativa del tempo, circa il 15% della giornata operativa, è riservata a compiti creativi, come disegno, modellazione con materiali di fortuna, realizzazione di collage o composizioni artistiche. Queste attività hanno una funzione precisa: stimolare la mente in modo differente rispetto ai compiti tecnico-cognitivi e contribuire a contrastare la sonnolenza e la monotonia. Ai partecipanti viene lasciato anche del tempo libero, mediamente il 20% del totale, che può essere utilizzata per hobby personali, dalla scrittura alla musica, dal ricamo alla costruzione di piccoli modelli. Nonostante la libertà apparente, anche questi momenti vengono monitorati per valutare l'atteggiamento, la gestione del tempo e la capacità di mantenere la motivazione. L'aspetto medico e psicologico è costantemente sorvegliato da un'équipe specializzata composta da psicologi, medici, infermieri e ingegneri. Il monitoraggio non si limita alle osservazioni dirette o ai report del cosmonauta: l'ambiente e il cosmonauta sono equipaggiati con sensori che permettono di rilevare parametri fisiologici e reazioni involontarie, fornendo un riscontro oggettivo sullo stato di affaticamento e sullo stress. Questo approccio consente di confrontare le dichiarazioni soggettive con le risposte corporee reali, individuando eventuali discrepanze utili alla valutazione finale. Durante le prove, il momento più critico si manifesta tipicamente verso la fine della seconda giornata, quando la stanchezza accumulata dalla mancanza di sonno si fa più intensa e il rendimento tende a calare. Spesso, superata questa fase, si osserva il cosiddetto "secondo respiro", in cui l'organismo sembra recuperare temporaneamente l'efficienza, permettendo di svolgere i compiti con maggiore precisione nonostante l'affaticamento. Questa dinamica è di particolare interesse per gli istruttori, poiché simula le oscillazioni di prestazione che un cosmonauta potrebbe sperimentare durante le missioni più lunghe e impegnative.
L'isolamento non è solo una prova di resistenza individuale, ma anche un banco di prova per le competenze comunicative. Ai partecipanti può essere richiesto di registrare rapporti o commenti sulle proprie attività, esercitandosi a mantenere un linguaggio chiaro e strutturato anche in condizioni di stress. Le capacità di mantenere un tono collaborativo, un atteggiamento positivo e un comportamento controllato sono osservate con attenzione, in quanto fondamentali per la convivenza in equipaggio in ambienti ristretti. La camera riproduce inoltre un regime di vita regolamentato, con temperatura controllata, orari prestabiliti per i pasti caldi e pause definite, a cui non è consentito derogare. Questa disciplina serve a rinforzare l'adattabilità a routine imposte e a verificare come il candidato reagisce alla rigidità operativa. L'esperienza viene infine analizzata nel dettaglio da tutto il team di valutazione, che elabora un profilo del candidato basato su resistenza fisica, stabilità emotiva, capacità di recupero e strategie adottate per mantenere la prestazione. I dati raccolti, sia oggettivi sia soggettivi, contribuiscono alla definizione di raccomandazioni personalizzate e alla preparazione dei cosmonauti a situazioni reali di missione, dove isolamento, stress e carichi di lavoro continuativi sono variabili inevitabili.

## Addestramenti della JAXA

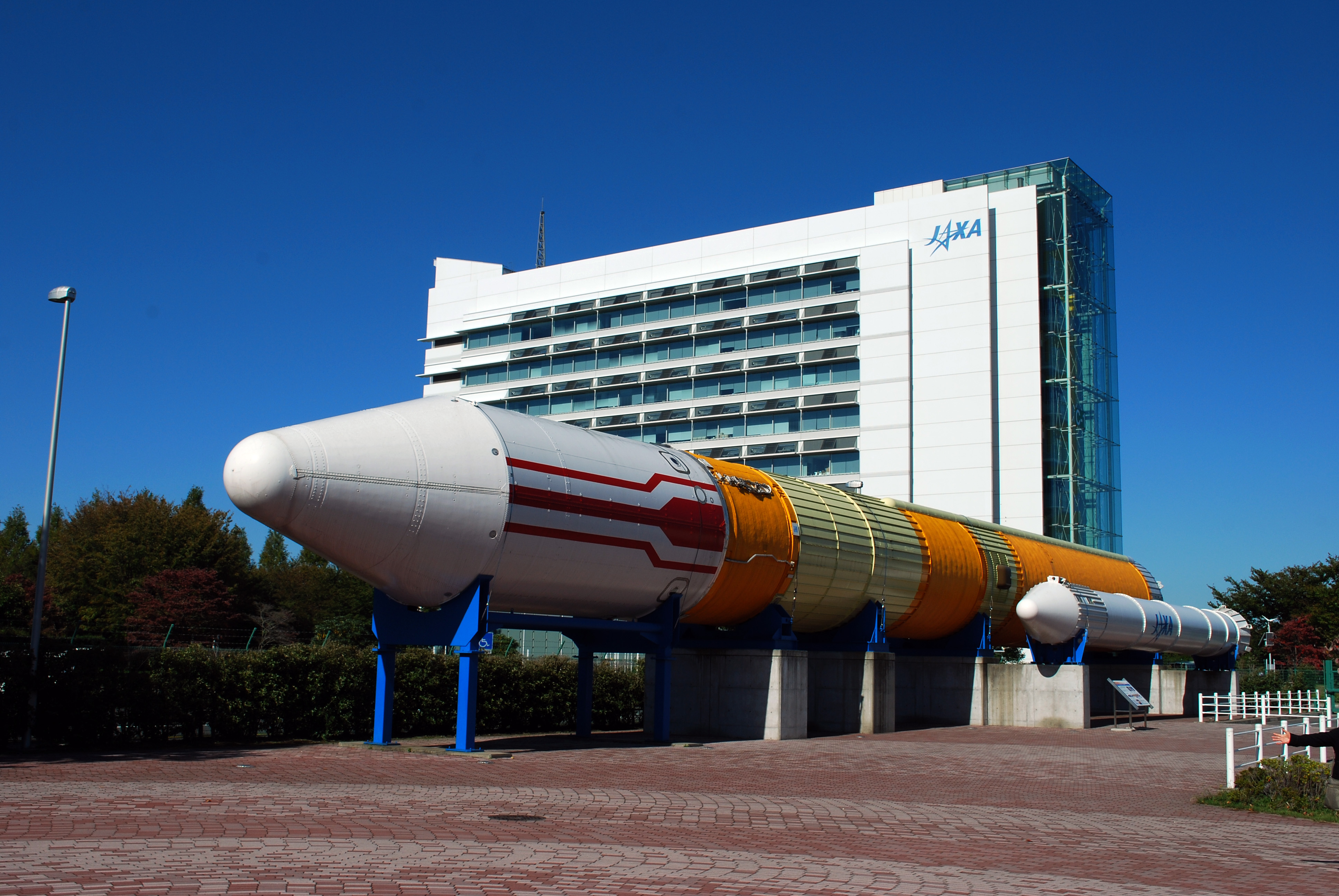
Il lanciatore H-II all'esterno del Centro spaziale Tsukuba Space Center dove si addestrano gli astronauti JAXA

Di solito l'addestramento degli astronauti della JAXA viene svolto alla NASA, con il programma di addestramento NASA già descritto sopra. L'unica eccezione è stata quella del Gruppo astronauti della JAXA 5 del 1999, quest'ultimo infatti ha svolto l'addestramento base alla JAXA (presso il centro spaziale di Tsukuba).
Fino al 1999 gli astronauti della JAXA avevano partecipato esclusivamente a missioni a bordo dello Shuttle, e quindi si addestravano al JSC. Dal 2000 a bordo della ISS però il Giappone sarebbe stato un partner con un proprio modulo pressurizzato e venne quindi deciso di creare un proprio Centro spaziale astronautico per l'addestramento degli astronauti. L'addestramento base durava 1 anno e mezzo, durante il quale gli astronauti apprendevano le conoscenze delle scienze aeronautiche e studiavano il modulo giapponese JEM con i suoi sistemi. Questo addestramento era seguito dall'addestramento avanzato di altri due anni negli altri centri spaziali internazionali, per conoscere gli altri moduli della ISS.
Una volta assegnati ad una missione spaziale iniziavano l'addestramento specifico di missione. Il centro spaziale Tsukuba è dotato anche della piscina Weightless Environment Test System (WETS) dentro la quale è posizionato un mockup del modulo Kibo per svolgere attività extraveicolari, di strutture mediche, una camera di isolamento per simulare situazioni di stress a cui sono sottoposti gli astronauti durante un volo spaziale e una camera ipobarica per l'allenamento in scenari di foratura dello scafo o di guasto del sistema di supporto vitale con la conseguente riduzione o perdita di pressione dell'aria.

## Addestramenti della CSA
Come per l'ESA e la JAXA, anche l'agenzia spaziale canadese (CSA) affida alla NASA l'addestramento dei propri astronauti, più qualche attività che svolgono al loro Centro spaziale a Saint-Hubert, Québec. L'addestramento base comprende l'orientamento alla CSA, storia del volo spaziale, fondamenti del volo spaziale, operazioni e procedure spaziali, sistemi della Stazione Spaziale Internazionale, attività extraveicolari e delle tute spaziali, scienze naturali, scienza dei materiali e dei fluidi, osservazione della Terra, scienza spaziale, robotica, comportamento e prestazioni umane, addestramento al volo, paracadutismo, formazione fisica, primo soccorso e CPR, apprendimento della lingua russa, funzionamento delle apparecchiature fotografiche, relazioni con i media e esercitazioni di sopravvivenza e geologiche.

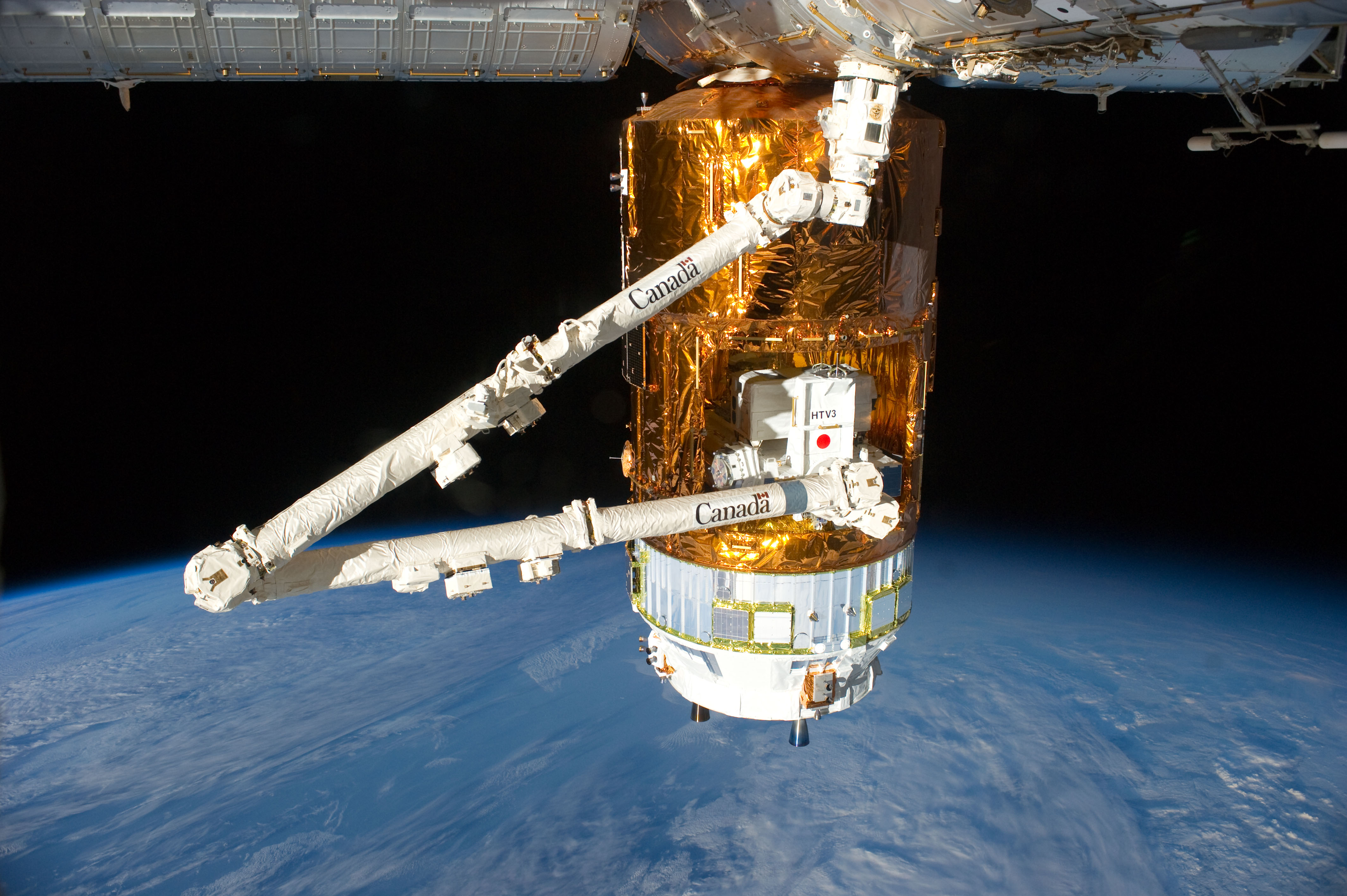
Il Canadarm2 della CSA a bordo della ISS vicino al veicolo cargo giapponese HTV-3 nel 2012

Dopo aver completato con successo l'addestramento di base, i candidati ricevono ufficialmente il titolo di astronauta. Tra il completamento dell'addestramento base e l'assegnazione ad una missione però potrebbero passare anni; fino a quel momento gli astronauti sostengono le attività spaziali e migliorano le loro abilità e conoscenze. I compiti svolti a sostegno del Corpo astronauti sono supportare gli equipaggi in orbita o quelli che vengono lanciati/tornano sulla Terra, lavorare come CAPCOM al Centro di controllo missione durante le situazioni dinamiche (EVA, attracco dei veicoli cargo), sviluppare le coreografia per le future EVA, testare le procedure robotiche, dare consigli ai candidati astronauti, propagare la conoscenza dello spazio e della scienza ai giovani. Il resto del tempo a loro disposizione lo impiegano migliorando le loro abilità, ad esempio imparando il russo (dato che nella ISS le lingue ufficiali sono inglese e russo, e nella Sojuz si parla solo russo), migliorare le loro abilità mediche (prelievo di sangue, ultrasuoni, rianimazione cardio-polmonare, suture, basi di odontoiatria), partecipare ad attività di ricerca e sviluppo, esercitazioni di sopravvivenza in condizioni estreme (in acqua, inverno rigido, deserto, NEEMO, ESA CAVES) migliorando le abilità decisionali e di leadership in un gruppo.
Quando l'astronauta viene assegnato ad una missione, inizia l'addestramento specifico della missione che dura 1,5 – 2 anni presso il JSC, nonostante si svolgano addestramenti in tutti i centri spaziali partner della ISS. Questo addestramento è specifico per la missione assegnata, ciò vuol dire che gli astronauti si eserciteranno nelle EVA che saranno svolte durante la missione, gli esperimenti che dovranno essere installati o svolti a bordo, conoscenza dei sistemi della Sojuz e come pilotarla, conoscenza dei moduli della ISS e dei loro sistemi (gestione dati, sistema elettrico, sistema termico, sistema ambientale, comunicazioni), manovrare il Canadarm2 per agganciare i veicoli cargo americani e spostare astronauti/oggetti durante le EVA, esercitazioni d'emergenza in presenza di depressurizzazione, fuoco o ammoniaca.

### Attività robotiche
Essendo la CSA l'agenzia responsabile del braccio robotico Canadarm2 a bordo della ISS, il primo addestramento di certificazione del Canadarm2 per tutti gli astronauti del segmento americano viene svolto al Centro spaziale canadese John Chapman. Durante l'addestramento gli astronauti CSA, NASA, ESA, JAXA imparano la scienza che sta dietro al funzionamento del Canadarm2, le sue componenti e come manovrarlo. Il braccio robotico è indispensabile per agganciare le navicelle cargo americane e giapponesi che portano rifornimenti a bordo della ISS, per spostare moduli pressurizzati e non, per le attività extraveicolari, per installare esperimenti e le attività di precisione all'esterno della ISS grazie alla mano robotica Dextre.